# Dones a l'Aràbia Saudita
Durant els segles xx i xxi, els drets de les dones a l'Aràbia Saudita han estat severament limitats en comparació amb els drets de les dones en molts dels seus països veïns a causa de l'estricta interpretació i aplicació de la llei islàmica o xaria (شريعة).
El Global Gender Gap Report (Informe global sobre la bretxa de gènere) del Fòrum Econòmic Mundial de 2016 va situar a l'Aràbia Saudita en la posició 141 dels 144 països per la paritat de gènere, i per sota de 134 dels 145 en 2015. El Consell Econòmic i Social de les Nacions Unides (ECOSOC) va elegir Aràbia Saudita com a membre de la Comissió de la Condició Jurídica i Social de la Dona de 2018-2022, un fet àmpliament criticat per la comunitat internacional.
Les dones de l'Aràbia Saudita constituïen el 13% de la població activa del país el 2015. El 2018, el percentatge de dones treballadores va ascendir al 20,2%. El 2019, el 34,4% de la mà d'obra nativa de l'Aràbia Saudita eren dones. En la reunió del G20 de 2019, Aràbia Saudita va participar en la iniciativa de apoderament de les dones que té com a objectiu reduir la diferència de retribució entre homes i dones, així com donar suport a la participació de les dones en les petites empreses. El 2019, el govern de l'Aràbia Saudita va declarar que les dones poden començar a treballar com a oficials superiors en l'exèrcit. En 2020, l'Aràbia Saudita va ser classificada com a principal reformista en els drets de les dones en el treball.
El 2011, hi havia més graduades universitàries a l'Aràbia Saudita que homes, i s'estimava que l'alfabetització femenina era del 91%, que encara era inferior a l'alfabetització masculina, era molt més alta que 40 anys abans.
Entre els factors que defineixen els drets de les dones a l'Aràbia Saudita es troben les lleis governamentals, les escoles Hanbali i Wahhabi de l'islam sunnita, i els costums tradicionals de la Península Aràbiga. Les dones van fer campanyes pels seus drets per impulsar el moviment de dones conductores (قيادة المرأة في السعودية) i contra el guardià legal (حملة مكافحة وصاية الذكور في السعودية), que va donar lloc a millores en el seu estatus durant la segona dècada del segle xxi. Les dones tenien prohibit votar en totes les eleccions o ser elegides per a qualsevol càrrec polític, però el 2011 el rei Abdul·lah (عبد الله بن عبد العزيز آل سعود) va deixar que les dones votessin a les eleccions locals de 2015 i fossin nomenades a l'Assemblea Consultiva. El 2017, el rei Salman (سلمان بن عبدالعزيز آل سعود) va ordenar que les dones tinguessin accés als serveis governamentals, com l'educació i la salut, sense la necessitat de consentiment del seu guardià legal (ولي). També va emetre un decret que permetia a les dones conduir, aixecant l'única prohibició del món sobre les dones conductores. El 1r d'agost de 2019, es va publicar un decret reial al diari oficial saudita Um al-Qura (أُم القُرى) que anul·lava les restriccions de viatge a les dones saudites. També es van incloure altres mesures de liberalització al decret, que van en vigor a finals d'agost de 2019.
El 2013, l'edat mitjana del primer matrimoni entre les dones saudites era de 25 anys. A causa de les lleis de tutela i divorci, moltes dones no sabien quan estaven realment divorciades dels seus marits. Sovint, això creava confusió i fins i tot conduïa a la manca d'habitatge. El gener de 2019, el Tribunal Suprem saudita va emetre una llei que exigia que les dones rebessin un missatge de text de la cort quan oficialment eren divorciades. A més, es van publicar noves lleis el 1r d'agost de 2019, concedint a les dones el dret a registrar un divorci o un matrimoni i sol·licitar documents oficials sense exigir el permís del seu guardià legal.
Segons el Banc Mundial, l'Aràbia Saudita ha realitzat una millora significativa des de 2017, que afecta la mobilitat, l'assetjament sexual, les pensions i els drets laborals.

## Context
Els rols de gènere en l'societat saudita provenen de la cultura local i les interpretacions de la Xaria (شريعة ; llei islàmica). La llei Xaria, o la voluntat divina, és derivada pels estudiosos a través de la interpretació de l'Alcorà (القرآن) i el hadit (حديث ; dites i relats sobre la vida de Mahoma (مُحَمَّدُ بْنُ عَبْدِ ٱللهِ بْنِ عَبْدِ ٱلْمُطَّلِبِ بْنِ هَاشِمٍ)). En la cultura saudita, la Xaria s'interpreta d'acord amb una estricta forma sunnita coneguda com la forma del Salaf (els antics fariseus) o el wahhabisme. La llei és majoritàriament no escrita, deixant als jutges amb un poder discrecional significatiu que normalment exerceixen a favor de les tradicions tribals.
La variació de la interpretació sovint provoca controvèrsia. Per exemple, el xeic Ahmad Qassim Al-Ghamdi, cap del Comitè de La Meca per a la Promoció de la Virtut i la Prevenció de Vici o el mutaween (مطاوعة ; policia religiosa islàmica), ha dit que la prohibició de l'ikhtilat (segregació per sexes) no té base en la Xaria. Mentrestant, el xeic Abdul Rahman al-Barrak, un altre prominent clergue, va emetre una fàtua (فتوىٰ ; opinió religiosa) que els proponents de l'ikhtilat havien de ser assassinats.
Segons l'Enciclopèdia de Drets Humans, dues nocions «clau» en la teoria legal islàmica que es mobilitzen per restringir els drets de les dones a l'Aràbia Saudita són:
- la segregació per sexes, justificada en virtut de la noció legal de la xaria de «corrupció» o «depravació» (dar al-fasaad), i
- la suposada manca de capacitat de les dones (adam al-kifaa'ah), que és la base de la necessitat d'un acompanyant masculí (محرم ; mahram), al qual se'l concedeix el permís per viatjar amb la dona, acompanyar-la en els procediments mèdics, obtenir permisos, etc.[33]

«És cultura, no religió» diu una dita saudita. Almenys d'acord amb la Biblioteca del Congrés, alguns costums de l'península Aràbiga també tenen un paper en el lloc de les dones en la societat saudita. La península és la llar ancestral de les tribus patriarcals nòmades, en les quals la separació de dones i homes, i namus (ناموس ; honor) es consideren centrals.
Molts saudites no veuen l'islam com el principal impediment per als drets de les dones. Segons una periodista: «Si l'Alcorà no aborda el tema, llavors els clergues s'aniran cap al bàndol de la cautela i la faran hàram (حرام ; prohibida). La prohibició de conduir per a les dones és el millor exemple». Una altra (Sabria Jawhar) creu que, «si totes les dones rebessin els drets que l'Alcorà les garanteix, i no fossin suplantats pels costums tribals, llavors la qüestió de si les dones saudites tenen els mateixos drets es reduiria».

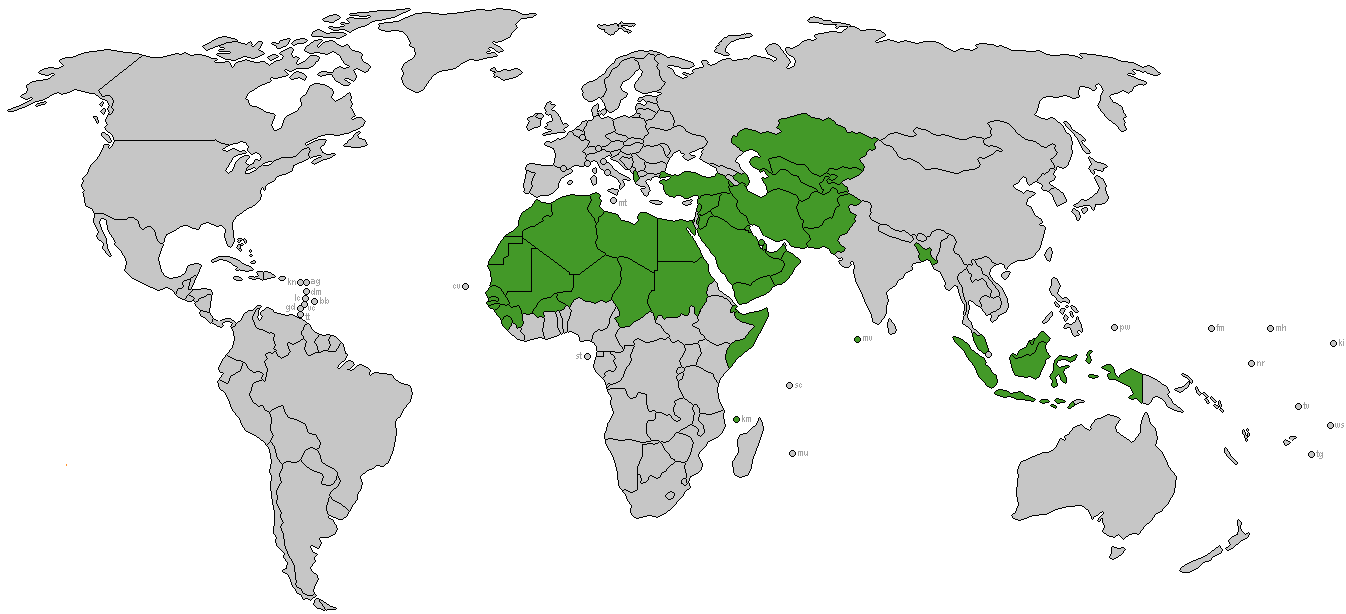
Mapamundi amb els països on l'islam és majoritari

Asmaa Al-Muhammad, editora d'Al Arabiya, assenyala que les dones de totes les altres nacions musulmanes, incloses les de la zona del Golf, tenen molt més poder polític que les dones saudites. L'informe del Global Gender Gap 2013 va classificar diverses nacions musulmanes, com Kirguizstan, Gàmbia i Indonèsia, significativament més alt que l'Aràbia Saudita pel que fa a la igualtat de gènere. Tanmateix, va augmentar quatre llocs respecte a l'últim informe a causa d'un augment del percentatge de dones al parlament (del 0% al 20%) (basat en la introducció d'una nova quota per a dones al parlament), i va tenir la millor puntuació global respecte al 2006 de qualsevol país de l'Orient Pròxim.
Els saudites solen invocar la vida de Mahoma per demostrar que l'islam permet dones fortes. La seva primera esposa, Khadija (خَدِيجَة بِنْت خُوَيْلِد), era una poderosa dona de negocis en temps preislàmics i que va iniciar la proposta del seu matrimoni tota sola. Una altra dona, Àïxa (عائِشة بنت أبي بكر), va comandar un exèrcit a la batalla del Camell (موقعة الجمل), i és la font de molts hadits.
L'aplicació i el costum varien segons la regió. Jiddah (جدة) és relativament permissiva. Riad (الرياض) i la regió circumdant de Najd (نَجْدٌ), origen de l'Casa dels Saüd (آل سُعُود), tenen tradicions més estrictes. Les prohibicions contra les dones que condueixen normalment no són aplicades a les zones rurals.
L'aplicació de l'estricte codi moral del regne, inclòs el hijab i la separació per sexes, és sovint gestionat pel mutaween (مطاوعة) o hai'a (هيئة), un comitè especial d'homes saudites que de vegades s'anomena «policia religiosa». El mutaween té alguns poders d'aplicació de la llei, inclòs el poder de detenir saudites o estrangers que viuen al regne per haver fet qualsevol cosa que es consideri immoral. Tot i que el comitè antivici actua a tot el regne, és particularment actiu a Riad (الرياض), Burayda (بريدة) i Tabuk (تَبُوْك).
La Revolució iraniana (انقلاب اسلامی) de 1979 i la posterior captura de l'Haram (تصرف مسجدالحرام) a l'Aràbia Saudita van provocar que el govern implementés una aplicació més rigorosa de la xaria. Les dones saudites que eren adultes abans del 1979 recorden haver conduït, convidant homes que no eren mahram (no relacionats) a casa (amb la porta oberta) i estaven en públic sense abaia (cobriment de tot el cos) ni nicab (vel). Els atacs posteriors de l'11 de setembre contra el World Trade Center el 2001, d'altra banda, es consideren sovint com a precipitació de canvis culturals fora del fonamentalisme estricte.
El govern del rei Abdul·lah fou considerat reformista. Va obrir la primera universitat coeducativa del país, va nomenar la primera dona membre del gabinet, i va aprovar lleis contra la violència domèstica. Les dones no van obtenir el dret a vot el 2005, però el rei va donar suport al dret de les dones a conduir i votar. Els crítics diuen que la reforma va ser massa lenta i sovint més simbòlica que substantiva. Activistes, com Wajeha al-Huwaider (وجيهة الحويدر), comparen la condició de les dones saudites amb l'esclavitud.

### Límits per al suport d'una reforma
Segons The Economist, una rara enquesta del govern saudita del 2006 va trobar que el 89% de les dones saudites no estaven d'acord que les dones haurien de conduir, i el 86% no estaven d'acord que les dones haurien de treballar amb homes. Tanmateix, això va ser contradit per una enquesta de Gallup del 2007 que va trobar que el 66% de les dones saudites i el 55% dels homes saudites estaven d'acord que es permetés conduir a les dones. A més, la mateixa enquesta va trobar que més de vuit de cada deu dones saudites (82%) i tres quartes parts dels homes saudites (75%) estaven d'acord que es permetés a les dones ocupar qualsevol lloc de treball per al qual estiguessin qualificades fora de la llar.
Cinc-centes dones saudites van assistir a una conferència del 2006 a Riad que no donava suport a la disminució dels tradicionals rols de gènere i restriccions. Mashael al-Eissa, escriptora en Internet, es va oposar a les reformes basant-se en el fet que l'Aràbia Saudita és el més proper a una nació islàmica ideal i pura, i que està amenaçada pels «valors occidentals importats».

Una enquesta duta a terme per un antic professor, Ahmed Abdel-Raheem, el 2013 a estudiants femenines de l'Al-Lith College for Girls de la Universitat Um al-Qura (La Meca), va trobar que el 79% de les participants a l'enquesta no donava suport a l'aixecament de la prohibició de conduir a les dones. Una de les estudiants que van participar en l'enquesta va comentar:
| « | Des del meu punt de vista, la conducció femenina no és una necessitat perquè al país de les dues mesquites santes cada dona és com una reina. Hi ha (algú) a qui li importa?; i una dona no necessita res mentre hi hagi un home que l'estimi i que satisfaci les seves necessitats; quant a les campanyes actuals que demanen la conducció de les dones, no són raonables. La conducció femenina és una qüestió de diversió i entretiment, siguem raonables i agraïm tant a Deu el benestar en què vivim. | » |

Abdel-Raheem va fer una altra enquesta a 8.402 dones saudites, que va trobar que el 90% de les dones donaven suport al sistema de tutela masculina. Una altra enquesta duta a terme per a estudiants saudites va trobar que el 86% de les dones saudites no volen que s'aixequi la prohibició de conduir a les dones. Una enquesta de Gallup realitzada el 2006 a vuit països predominantment musulmans va trobar que només a Aràbia Saudita la majoria de les dones no estaven d'acord que es permetés que les dones ocupessin càrrecs polítics.
Les dones saudites que donen suport als rols tradicionals de gènere (moltes d'elles amb molta educació, «de vegades francament agressives» i que inclouen «científiques premiades, escriptores i professores universitàries») insisteixen que la posició sobre la disminució de la prohibició de conduir a les dones i el treballar amb els homes forma part d'una embestida d'idees occidentalitzades per debilitar l'islam, i que l'Aràbia Saudita necessita únicament valors conservadors perquè és el centre de l'islam. Algunes dones saudites defensores de la reforma del govern rebutgen les crítiques estrangeres sobre les limitacions dels drets saudites per «no entendre la singularitat de la societat saudita». La periodista Maha Akeel, qui critica sovint les restriccions a les dones del seu govern, afirma que els crítics occidentals no entenen els saudites. «Mireu, no demanem ... els drets de les dones segons els valors o els estils de vida occidentals ... Volem coses segons el que diu l'Islam. Mireu la nostra història, els nostres models a seguir».
Segons l'exdirector general de l'Arab News, John R. Bradley, la pressió occidental per ampliar els drets és contraproduent, especialment la pressió dels Estats Units d'Amèrica, atès el «intens sentiment antiamericà a l'Aràbia Saudita després de l'11 de setembre».

### Elswali(els guardians de les dones)

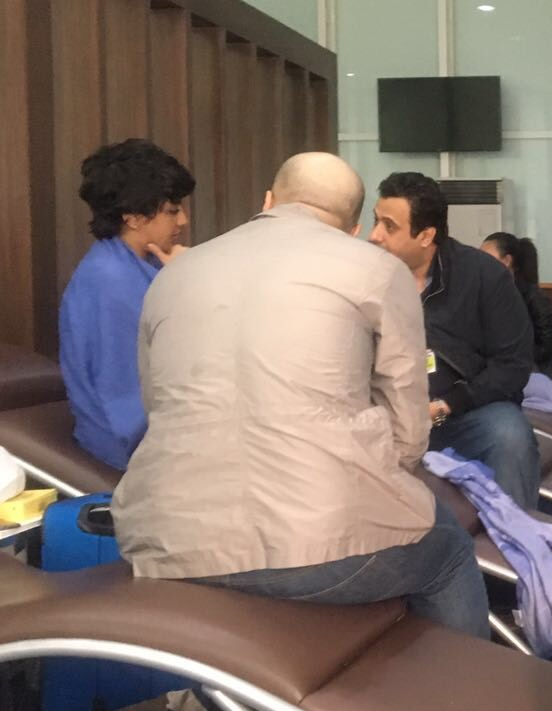
Última foto coneguda de Dina Ali Lasloom (دينا علي السلوم) (esquerra), 10 d'abril de 2017, una dona saudita de 24 anys que va intentar escapar del seu guardià legal

Segons la legislació saudita, totes les dones han de tenir un guardià legal (ولي ; wali), normalment un pare, un germà, un marit o un oncle (mahram), però el 2019 aquesta llei es va modificar parcialment per excloure les dones majors de 21 anys de tenir un guardià. Les noies i les dones tenien prohibit viatjar, fer negocis oficials o sotmetre’s a determinats procediments mèdics sense el permís dels seus guardians. No obstant això, el 2019, l'Aràbia Saudita va permetre a les dones viatjar a l'estranger, registrar un divorci o un matrimoni, i sol·licitar documents oficials sense el permís del seu guardià. Les lleis també concedeixen a les dones l'elegibilitat dels guardians de les noies menors d'edat.

El guardià té deures i drets sobre la dona en molts aspectes de la vida cívica. Un informe del relator especial de les Nacions Unides estableix:
| « | La tutela legal de les dones per un home es practica en diversos graus i abasta aspectes importants de la vida de les dones. Es diu que el sistema emana de convencions socials, inclosa la importància de protegir les dones, i dels preceptes religiosos sobre viatges i matrimonis, encara que aquests requisits es limitaven a situacions particulars. | » |

La llei oficial (o també el costum), que exigia el permís d'un guardià per a una dona per buscar feina va ser derogada el 2008.
El 2012, el govern saudita va implementar una nova política per ajudar a fer complir les restriccions de viatge per a les dones. Segons aquesta nova política, els homes saudites reben un missatge de text als seus telèfons mòbils cada vegada que una dona sota la seva custòdia surt del país, fins i tot si viatja amb el seu guardià. L'activista feminista saudita Manal al-Sharif (منال الشريف) va comentar que «aquesta és la tecnologia que s'utilitza per a mantenir les dones empresonades».
Alguns exemples de la importància del permís són:
- El 2002, un incendi a una escola de noies de la Meca va matar quinze joves. Es van denunciar que la policia religiosa d'Aràbia Saudita, concretament el Comitè per a la Promoció de la Virtut i la Prevenció del Vici (هيئة الأمر بالمعروف والنهي عن المنكر), havia impedit que les escolars sortissin de l'edifici en flames i obstaculitzessin els treballadors de rescat perquè les estudiants no portaven roba modesta i, possiblement, perquè no estaven acompanyades d'un guardià.[63]
- L'agost del 2005, un tribunal de la part nord de l'Aràbia Saudita va ordenar el divorci d'una mare de dos fills de 34 anys (anomenada Fatima Mansour) del seu marit, Mansur, tot i que estaven feliços casats i el seu pare (en aquell moment mort) havia aprovat el matrimoni. El divorci el va iniciar el seu germanastre fent servir els seus poders com a guardià, que va al·legar que el marit de la seva germanastra era d'una tribu amb un estatus baix en comparació amb l'estatus de la seva tribu i que el marit no havia revelat això quan primer va demanar la mà de Fàtima. Fàtima temia la violència domèstica si l'enviaven a casa del seu germanastre.[64][65] Va passar quatre anys a la presó amb la seva filla abans que el Consell Judicial Suprem anul·lés la decisió.[66]
- El juliol de 2013, l'hospital Rei Fahd d'Al Bahah (ٱلْبَاحَة) va ajornar l'amputació de la mà d'una dona ferida de gravetat perquè no tenia cap guardià que autoritzés el procediment. El seu marit havia mort en el mateix accident de trànsit que va la deixar ferida crítica a ella i a la seva filla.[57]

Una situació en què es creu que un guardià va abusar del seu poder per aprovar el matrimoni de la seva filla per obtenir beneficis personals és un cas del 2008, quan un pare va casar la seva filla de vuit anys amb un home de 47 anys a canvi que perdonès els seus deutes. L'esposa de l'home va sol·licitar l'anul·lació del matrimoni, però el jutge saudita es va negar a concedir-lo.
No hi ha una llei escrita pels requisits per a ser un guardià. S'apliquen d'acord amb els costums i la comprensió de determinats funcionaris i institucions (hospitals, comissaries, bancs, etc.). Les transaccions oficials i les queixes iniciades per dones sovint s'abandonen perquè els agents, o les mateixes dones, creuen que necessiten l'autorització del guardià. Els funcionaris poden exigir la presència d'un guardià si una dona no pot mostrar un document d'identitat o està totalment coberta. Aquestes condicions fan que les queixes contra els mateixos guardians siguin extremadament difícils.
El 2008, Rowdha Yousef i altres dones saudites van llançar una petició «El meu guardià sap el que és millor per a mi», que va reunir més de 5.000 signatures. La petició defensava l'statu quo i demanava un càstig als activistes que exigien «la igualtat entre homes i dones, [i] la barreja entre homes i dones en entorns mixts».
El 2016, els saudites van presentar la primera petició per posar fi a la figura del guardià, signada per més de 14.500 persones; la defensora dels drets de les dones, Aziza Al-Yousef (عزيزة اليوسف), la va lliurar personalment a la cort reial saudita.

Les activistes liberals rebutgen el guardià per menystenir les dones. S'oposen a ser tractades com a «subordinades» i «nenes». Moltes dones assenyalen que els guardians van posar fi a la seva carrera o que van perdre els seus fills a causa de la manca de drets de custòdia. En un cas del 2009, un pare va vetar diversos intents de la seva filla de casar-se fora de la seva tribu i la va enviar a una institució mental com a càstig. Els tribunals reconeixen l'obediència al pare com a llei, fins i tot en casos relacionats amb filles adultes. L'activista saudita Wajeha al-Huwaider (وجيهة الحويدر) coincideix que a la majoria dels homes saudites els importa, però «és el mateix tipus de sentiment que tenen per a persones amb discapacitat o per als animals. La bondat prové de la llàstima, de la manca de respecte». Compara la tutela masculina amb l'esclavitud:
| « | La propietat d'una dona passa d'un home a un altre. La propietat de la dona passa del pare o del germà a un altre home, el marit. La dona és només una mercaderia, que es passa a algú altre, el seu tutor... En última instància, crec que les dones són molt temudes. Quan comparo l'home saudita amb altres homes àrabs, puc dir que l'únic home que no pot competir amb la dona és el saudita. No podia competir, així que... què va fer amb ella? La dona té capacitats. Quan les dones estudien, competeixen amb els homes per feina. Tots els llocs de treball estan oberts als homes. El 90% d'ells estan oberts als homes. No sents cap competència... Si no s'enfronta a la competència de la dona saudita... tens tot l'escenari per a tu mateix. Tots els càrrecs i llocs de treball estan reservats per a tu. Per tant, ets un home espatllat i autoinculpat. | » |

L'absurd del sistema de tutela, segons Huwaider, es mostra pel que passaria si una dona intentés casar-se de nou:
| « | Hauria d'aconseguir el permís del meu fill. | » |

El govern saudita ha aprovat declaracions nacionals i internacionals sobre els drets de les dones i insisteix que no hi ha cap llei de guardians. Oficialment, manté que els acords internacionals s'apliquen als tribunals. Les organitzacions internacionals i les ONG són escèptiques. «El govern saudita diu una cosa al Consell de Drets Humans de les Nacions Unides a Ginebra, però fa una altra cosa dins del regne», va dir Sarah Leah Whitson, directora d'Human Rights Watch a l'Orient Mitjà. Els interlocutors saudites van dir a un investigador de l'ONU que els acords internacionals tenen poc o cap pes en els tribunals saudites. Segons l'empresària de Riad Hoda al-Geresi, el govern ha trigat a aplicar una resolució del 2004 per augmentar l'ocupació i la protecció dels abusos dels guardians.
El 2017, quan el regne va ser elegit per a la Comissió de la Condició Jurídica i Social de la Dona de les Nacions Unides, diverses organitzacions de drets humans es van ressentir i van desaprovar la decisió. El director de l'UN Watch, Hillel Neuer, va considerar que la decisió era «absurda» i va comparar la situació amb «convertir un piròman en cap de bombers de la ciutat». La ministra sueca d'Afers Exteriors, Margot Wallström, va dir que l'Aràbia Saudita «hauria d'estar allà per aprendre alguna cosa sobre les dones».
El maig de 2017 es va anunciar que el rei Salman havia aprovat una ordre que permetia a les dones obtenir serveis governamentals (com educació i atenció sanitària) sense la necessitat del permís d'un guardià.
Cada any, més de 1.000 dones intenten fugir de l'Aràbia Saudita, excloent els casos que no es registren a causa de la vergonya familiar. Les alertes de text, enviades per les autoritats saudites, permeten a molts guardians atrapar les dones abans que pugin escapar-se. Bethany Vierra, una dona estatunidenca de 31 anys, es va convertir en una víctima del sistema de «tutela masculina», ja que va quedar atrapada a l'Aràbia Saudita amb la seva filla Zaina, de 4 anys, tot i el divorci del seu marit saudita.
El 2019, l'Aràbia Saudita va prendre noves mesures que permetien a les dones viatjar a l'estranger sense tenir els permisos dels seus guardians. L'agost de 2019 es va publicar un decret reial al diari oficial saudita Um al-Qura (أُم القُرى) que permetia a les dones saudites majors de 21 anys viatjar a l'estranger sense el permís del seu guardià. Al decret també es van incloure diverses altres mesures liberalitzadores. Tot i això, no és clar si aquestes mesures han entrat oficialment en vigor.
A l'abril de 2020, HRW va informar que diverses dones saudites que feien servir pseudònims a Twitter van obrir les seves demandes d'abolició del sistema de tutela masculina i d'assetjament sexual. L'organització de defensa dels drets va citar que les dones es van queixar que no va ser possible cap intent d'evitar els abusos i que encara es poden detenir les dones i retornarles per la força als membres de la seva família.

#### L'aplicacióAbsher
El 2019, l'aplicació mòbil del govern saudita Absher (أبشر ; «bones notícies» o «sí, fet!») va rebre una forta reacció, i les comunitats internacionals i les organitzacions de drets humans van exigir que es retirès de les botigues d'aplicacions d'Apple (App Store (iOS)) i Google (Google Play), incloent les representants estatunidenques Katherine Clark i Carolyn Maloney, que van denominar l'aplicació com a «arma patriarcal». L'aplicació, que permet als homes controlar si una dona pot viatjar fora del regne i enviar alertes per SMS si una dona fa servir el passaport a la frontera, va ser criticada pel senador estatunidenc Ron Wyden, que va exigir la retirada immediata de l'aplicació. Va titllar de «desagradable» el control del regne sobre les dones.
Apple i Google van acordar investigar l'aplicació. Tanmateix, després d'una investigació exhaustiva, Google es va negar a retirar l'aplicació de la seva botiga de Google Play, al·legant que l'aplicació no infringeix els termes i condicions de l'empresa. Amnistia Internacional i Human Rights Watch van acusar Apple i Google d'ajudar a «fer complir l'apartheid de gènere» mitjançant l'allotjament de l'aplicació.
Algunes dones saudites afirmen que l'aplicació Absher les ha facilitat la vida, ja que es pot processar tot en línia, cosa que permet, per exemple, l'aprovació del viatge d'un guardià d'una altra ciutat, mentre que els crítics amb els drets humans ho veuen com una forma de normalitzar el control patriarcal i rastrejar els moviments de les dones.

### ElNamus(el codi d'honor)
La tutela masculina està estretament relacionada amb el Namus (ناموس) (o «sharaf» en un context beduí), aproximadament traduït com «llei», «costum» o «honor». També té connotacions de modèstia i respectabilitat. El Namus d'un home inclou la protecció de les dones de la seva família. Ell les proveeix i, al seu torn, l'honor de les dones (de vegades anomenat «ird») es reflecteix en ell. El Namus és una característica comuna de moltes societats patriarcals diferents.
Atès que el Namus d'un guardià es veu afectat pel de les dones sota la seva custòdia, s'espera que controli el seu comportament. Si es perd el seu honor, als ulls de la comunitat ell ha perdut el control. Les amenaces a la castedat, en particular, són amenaces per al Namus del guardià. El Namus es pot associar amb el crim d'honor.
El 2007, una jove va ser assassinada pel seu pare per xatejar amb un home a Facebook. El cas va cridar l'atenció dels mitjans de comunicació. Els conservadors van demanar al govern saudita que prohibís Facebook, perquè incita a la luxúria i provoca conflictes socials fomentant la barreja de gènere.

### Elhijabi la roba de les dones
Un hijab (حجاب) és una peça de roba tradicional islàmica «que ha de cobrir el cap i el coll de les dones (quan surten o estan entre homes)» i que permet que es vesteixin d'una manera modesta. L'Aràbia Saudita és diferent de moltes societats islàmiques pel que fa a la cobertura que es considera islamicament correcte (tot excepte les mans i els ulls) i el fet que mutaween o la policia religiosa apliquen aquesta cobertura.
Entre els homes que no són mahram, les dones s'han de cobrir les parts del cos que no estan destinades a ser exposades o «íntimes» (awrah ; عورة). En gran part de l'islam, la cara de la dona no es considera awrah. A l'Aràbia Saudita i alguns altres estats àrabs, tot el cos es considera awrah, excepte les mans i els ulls. En conseqüència, s'espera que la majoria de les dones portin el hijab (حجاب) (cobriment del cap), un mantell negre complet anomenat abaia (عباية), i un vel facial anomenat nicab (نِقاب). Molts historiadors i erudits islàmics sostenen que el costum, si no el requisit, del vel és anterior a l'islam en algunes parts de la regió. Argumenten que l'Alcorà va ser interpretat per requerir el vel com a part de l'adaptació a les tradicions tribals.
Tradicionalment, la roba femenina no ha de revelar res del seu cos. Se suposa que és gruixuda, opaca i lleugera. No hauria d'assemblar-se a la roba dels homes (o dels no-musulmans).

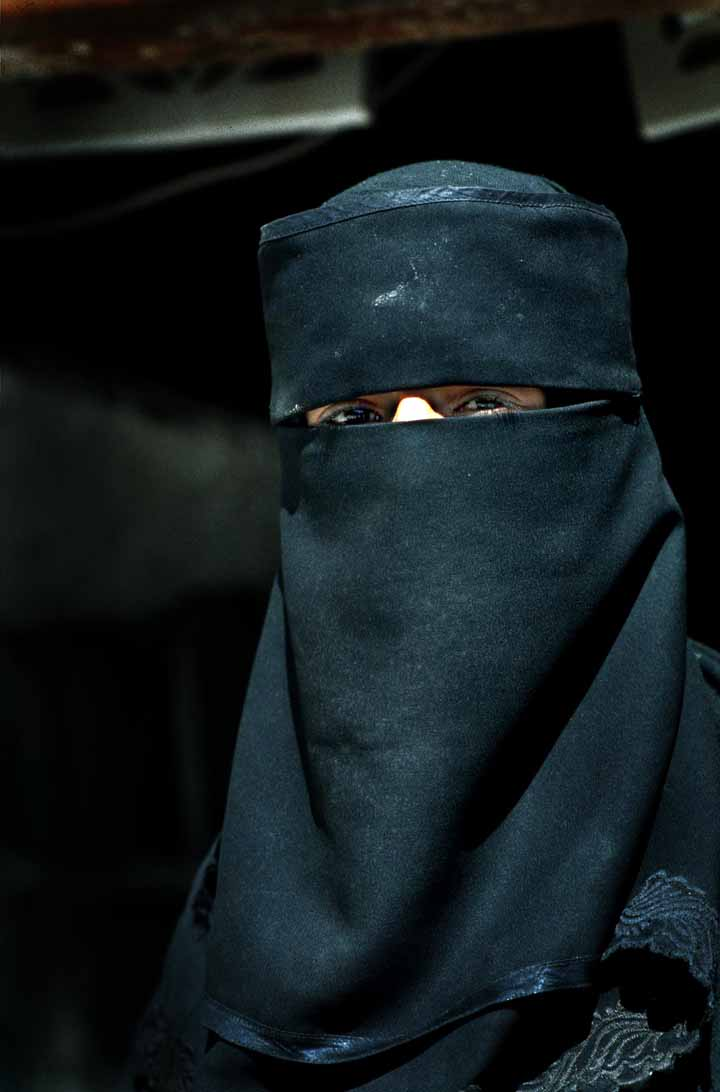
Una dona amb un nicab
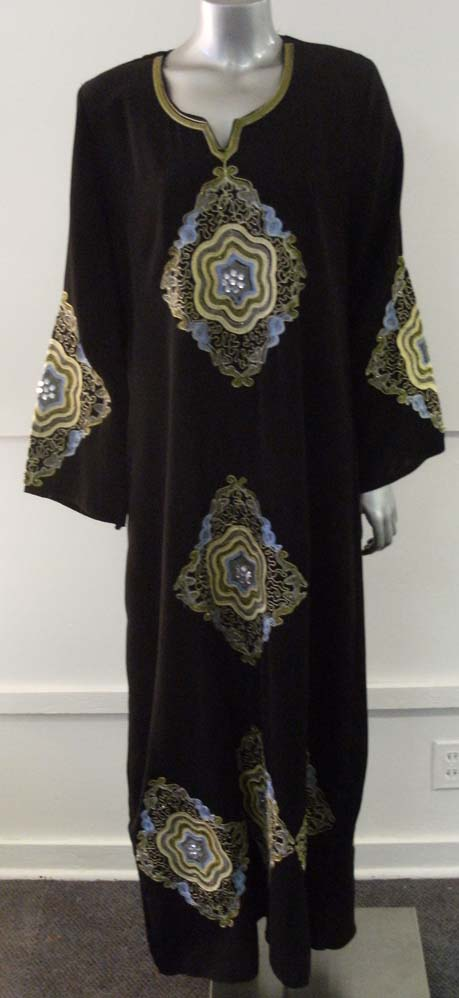
Una abaia moderna
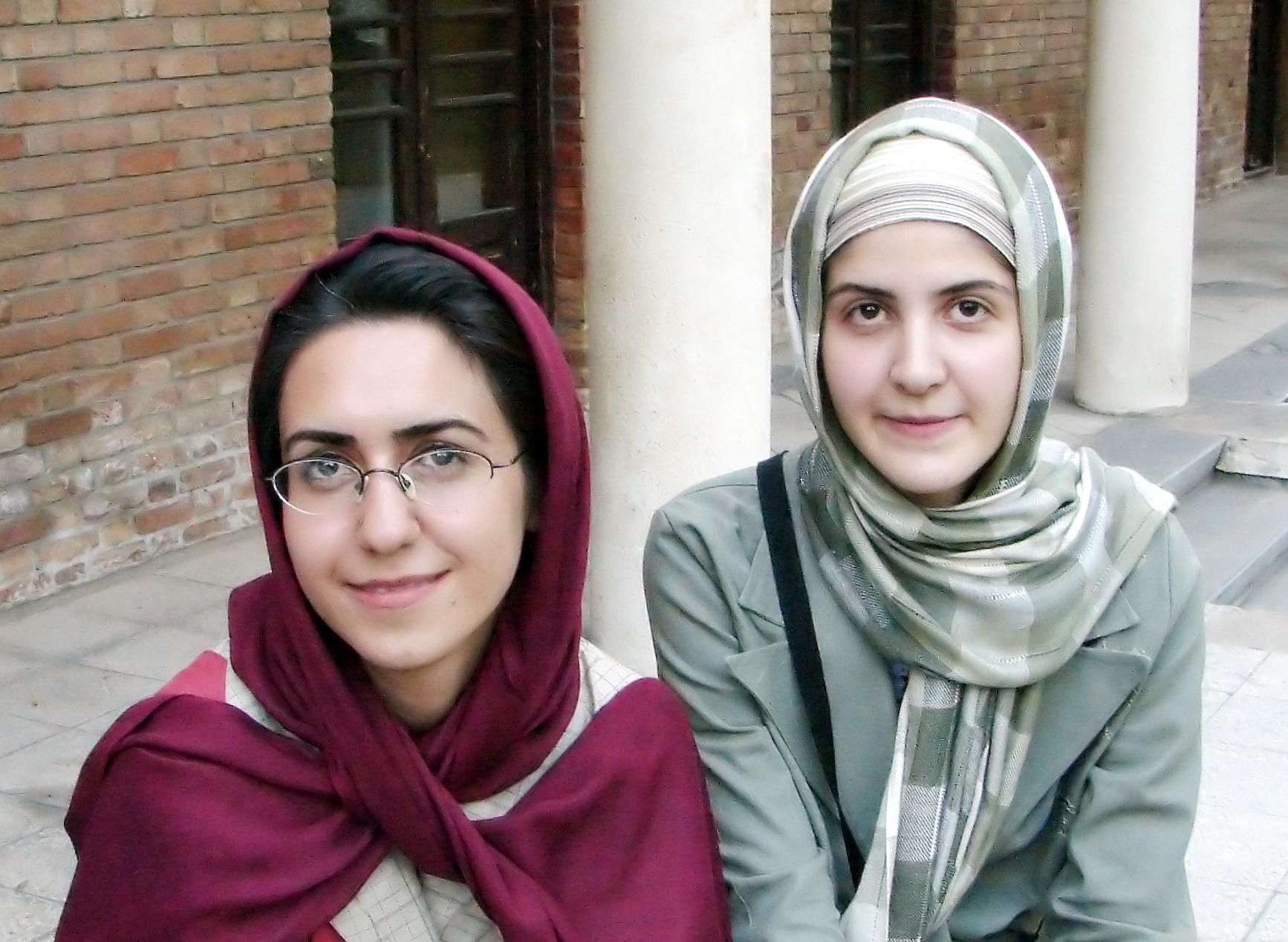
Dues noies amb hijab
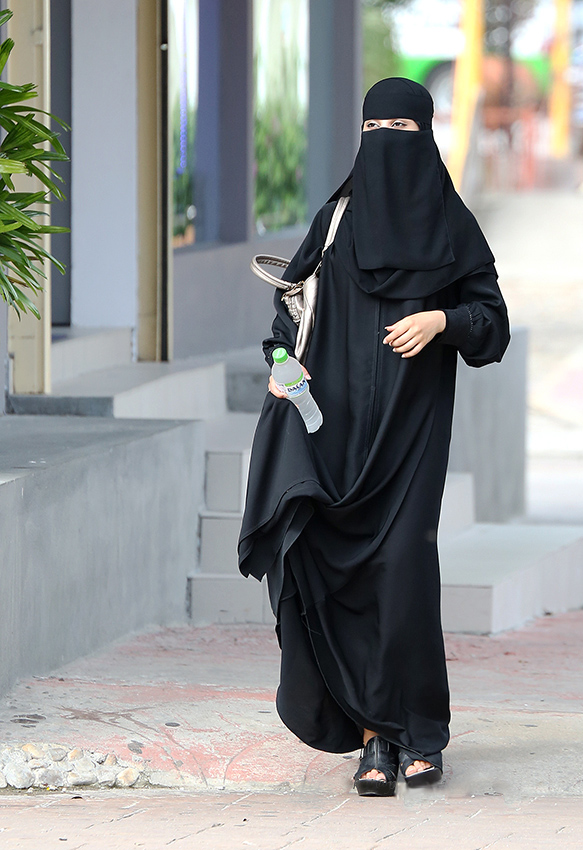
Segons la legislació saudita, les dones han de portar una abaia, però el nicab i el hijab són opcionals

El rigor del codi de vestimenta varia segons la regió. A Jiddah (جدة), per exemple, moltes dones surten amb la cara descoberta; però Riad (الرياض) és més conservador. Algunes botigues venen abaies de disseny que tenen elements com mànigues escampades o una forma més ajustada. Les abaies de moda es presenten en colors diferents del negre i poden estar decorades amb estampats i brillants. Segons un dissenyador, les abaies «ja no són només abaies. Avui reflecteixen el gust i la personalitat d'una dona».

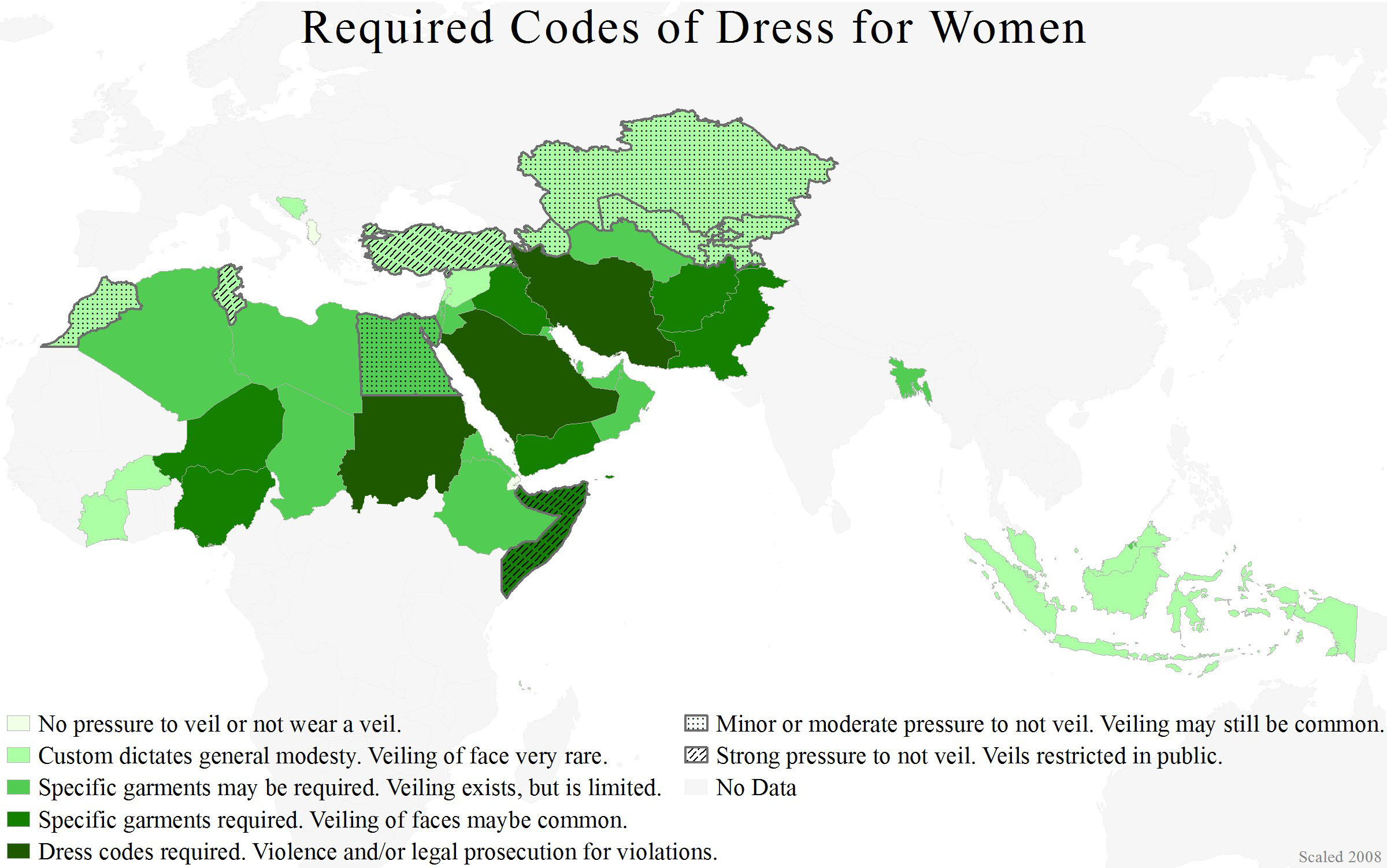
Mapa ensenyant els codis de vestimenta que prevaleixen als diferents països islàmics, 2008

Tot i que el codi de vestimenta sovint es considera a Occident com un símbol d'opressió molt visible, les dones saudites situen el codi de vestimenta a la llista de prioritats per a la reforma o el deixen completament. La periodista Sabria Jawhar (صبريه جوهر) es queixa que els lectors occidentals del seu blog a The Huffington Post estan obsessionats amb el seu vel. Ella diu que el nicab és «trivial»:
| « | (La gent) perd de vista les qüestions més importants com l'ocupació i l'educació. Aquesta és la qüestió dels drets de les dones, no les coses sense sentit com aprovar la legislació a França o al Quebec per prohibir el burqa… Els no-saudites volen saber què és el millor per als saudites, com els saudites haurien de modernitzar-se i unir-se al segle xxi o que les dones saudites han de ser lliures de portar el vel i l'abaia… I sobre l'alliberant de les dones saudites, per a Occident significa realment que volen que siguem com ells, que correm amb faldilles curtes, anar a festes nocturnes i abandonar la nostra religió i cultura. | » |

Algunes dones diuen que volen portar un vel. Citen la pietat islàmica, l'orgull per les tradicions familiars, i un menor assetjament sexual per part de companys masculins. Per a moltes dones, el codi de vestimenta forma part del dret a la modèstia que l'islam garanteix a les dones. Algunes també perceben els intents de reforma com una intromissió antiislàmica per part dels occidentals. Faiza al-Obaidi, una professora de biologia, va dir: «Temen l'islam i som la nació islàmica més important del món».
El 2002, algunes noies d'una escola de La Meca (مكة المكرمة) van morir cremades en un incendi perquè els policies religiosos no les van permetre fugir de l'edifici, ja que no portaven hijab.
El 2014, una dona es va convertir en la primera dona a aparèixer a la televisió estatal saudita sense hijab. Ella informava com a presentadora de notícies des de Londres per al canal Al Ekhbariya (الإخبارية).
El 2017, una dona va ser arrestada per haver aparegut en un vídeo viral vestida amb una faldilla curta i una samarreta caminant per un antic fort d'Ushaiger (أشيقر). Va ser alliberada després d'un clam internacional. Uns mesos abans, una altra dona (una saudita) va ser detinguda per poc temps, després que aparegués en públic sense hijab. Tot i que no portava una samarreta ni una faldilla curta, va ser arrestada.

## Els drets econòmic de les dones

### Negocis i propietats
Hi ha certes limitacions per a les dones que fan negocis a l'Aràbia Saudita. Tot i que ara són capaces de conduir vehicles amb motor, a les dones encara se les exigeix que els homes jurin per elles davant d'un tribunal. Com es va queixar l'inversora immobiliari Loulwa al-Saidan:
| « | Per a ponder anar a qualsevol agència governamental o al tribunal a comprar o vendre propietats, com a dona estic obligada anar amb dos homes com a testimonis per a testificar la meva identitat, i amb quatre testimonis masculins per a testificar que els dos primers són testimonis creïbles, i de fet em coneixen. On hi haurà una dona que trobi sis homes per anar amb ella a la cort?! És difícil per a mi assolir els meus drets legals... la solució és utilitzar les connexions, pagar un suborn o ser llesta. | » |

| « | No obstant això, com a part de la Saudi 2030 Vision, les dones són encoratjades recentment a comprar i posseir cases, ja sigui per separat o amb la seva parella familiar. Això es deu al fet que l'Aràbia Saudita planeja augmentar la propietat saudita de les cases al 70% per a l'any 2030. | » |

### Treball
Segons l'Organització Internacional del Treball, les dones saudites constitueixen el 18,6% de la plantilla autòctona. La taxa de participació ha passat del 15,3% el 1990 al 18,6% el 2011. Altres informes estadístics citats pel diari Al-Riyad indiquen que el 14,6% dels treballadors dels sectors públic i privat del Regne són dones. Quan s'inclouen treballadors expatriats estrangers en el total, el percentatge de dones saudites que treballen baixa fins al 6,1%. Això es compara amb més del 40% en països musulmans com els Emirats Àrabs Units, Kuwait i Malàisia. De fet, el percentatge de dones a la població activa ha augmentat fins al 23,37 el 2018, segons els registres del Banc Mundial. Al febrer de 2019, es va publicar un informe que indicava que el 48% dels nacionals saudites que treballen al sector minorista són dones.
Alguns crítics es queixen que això constitueix una infrautilització de les habilitats de les dones, ja que les dones representen el 70% dels estudiants dels instituts saudites d'educació superior. Algunes feines ocupades per dones a gairebé tots els altres països estaven reservades només per a homes a l'Aràbia Saudita. La delegació saudita a la conferència de l'Any Internacional de les Dones de les Nacions Unides a la Ciutat de Mèxic el 1975 i a la Conferència de la Dècada per a les Dones a Nairobi el 1985 estava formada completament per homes.

L'ocupació per a dones té una sèrie de restriccions segons la legislació i la cultura saudites. Segons el ministre de Treball saudita, Dr. Ghazi Al-Qusaibi, va dir el 2006:
| « | El Ministeri [del Treball] no està actuant per a [promoure] l'ocupació femenina, ja que el millor lloc per a una dona és a casa seva. ... per tant, cap dona serà contractada per a una feina sense el consentiment explícit del seu guardià. També ens assegurarem que el treball de la dona no interfereixi amb el seu treball a casa, amb la seva família, o amb el seu etern deure de criar als seus fills... | » |

El treball d'una dona també s'ha de considerar adequat per al físic i la mentalitat femenina. Les dones només poden treballar en capacitats en què puguin servir exclusivament les dones; no hi ha d'haver cap contacte ni interacció amb el gènere oposat. El treball d'una dona no hauria de portar-la a viatjar sense un parent masculí proper, cosa que presenta problemes considerables ja que no es permet a les dones conduir vehicles de motor, i al Regne hi ha poc o cap transport públic (però la majoria de les dones treballadores, per necessitat i practicitat, viatgen a treballar sense un familiar masculí i estan soles amb un conductor).
En conseqüència, fins al 2005, les dones només treballaven com a metgesses, infermeres, mestres, en bancs de dones, o en algunes altres situacions especials en què només tenien contacte només amb dones. Gairebé totes aquestes dones tenien estudis universitaris i de postgrau i treballaven a les escoles, on els homes no tenien permís per a ensenyar a les nenes; o als hospitals, perquè les famílies conservadores prefereixen que les dones metgesses i infermeres tractin les seves dones, germanes i filles. Estaven prohibides a les dones llocs de treball com a jutgesses i llocs d'alt càrrec públic.
Els bancs de dones van ser una innovació permesa el 1980 per donar a les dones un lloc on posar els seus diners sense haver de tenir cap contacte amb els homes. Els bancs donen feina exclusivament a dones per a totes les posicions, tret dels guàrdies que hi ha a la porta per veure que no hi entra cap home per error. «Normalment, un guàrdia estava casat amb una de les dones empleades que hi havia a dins, de manera que, si s'haguessin de lliurar documents, podria tractar amb la seva dona en lloc de tenir fins i tot el lleuger contacte que es produeix entre membres solters del sexe oposat».
Segons Mona al-Munajjed (منى المنجد), assessora sènior delBooz & Company's Ideation Center, el nombre de dones saudites que treballen a la banca va passar de 972 el 2000 a 3.700 el 2008.
Tot i que el ministre de Treball, Al Gosaibi (غازي القصيبي) va subratllar la necessitat que les dones es quedessin a casa, també va afirmar que «no hi ha altra opció que començar [a trobar] llocs de treball per als milions de dones» a l'Aràbia Saudita. En els darrers anys, el Ministeri de Treball ha prohibit l'ocupació d'homes o dones no-saudites en botigues roba interior i altres botigues on es venen peces de vestir i perfums per a dones. Aquesta política va començar el 2005, quan el Ministeri va anunciar una política de dotació de botigues de roba interior amb dones. Atès que les botigues donaven servei a les dones clients, l'ocupació de dones impediria la barreja de sexes en públic (ikhtilat ; segregació per sexes). A moltes dones saudites no les agradava discutir el tema de la roba interior amb els homes empleats de botiga. Tanmateix, la mesura va coincidir amb l'oposició del ministeri i dels saudites conservadors, que van argumentar que la presència de dones fora de casa incitava l'ikhtilat i que, segons la seva interpretació de la xaria, el treball d'una dona fora de casa està en contra del seu fitra (فطرة ; estat natural). Les poques botigues que donaven feina a dones van ser «ràpidament tancades per la policia religiosa» (també coneguda com Hai'i). Les dones van respondre boicotejant les botigues de roba interior i el juny de 2011 el rei Abdul·làh va dictar un altre decret que donava a les botigues de roba interior un any per substituir els treballadors masculins per dones. Després van seguir decrets similars per a botigues i departaments especialitzats en altres productes per a dones, com cosmètics, abaies i vestits de núvia. Els decrets van arribar durant «l'apogeu de la primavera àrab» i van ser «àmpliament interpretats» pels activistes com un intent de prevenir les «protestes pro-democràcia». No obstant això, la política ha significat nous enfrontaments entre els conservadors i els homes de l'Hai'a, d'una banda, i el ministeri, les dones i els empleats de les botigues amb personal femení, de l'altra. El 2013, el ministeri i la direcció de l'Hai'a es van reunir per negociar nous termes. El novembre de 2013, 200 policies religiosos van signar una carta en què afirmaven que l'ocupació femenina estava provocant un augment tan dràstic en els casos d'ikhtilat, que «el seu treball s'estava convertint en impossible de realitzar».
Quan les dones fan feines també ocupades per homes, sovint tenen dificultats per entrar a treballar a temps complet amb beneficis laborals, com ara subsidis, assegurança mèdica i seguretat social. Segons un informe del Saudi Gazette, un empresari va dir a una periodista que la cobertura d'una assegurança mèdica a una dona no incloïa l'atenció al part, però la d'un empleat masculí incloïa aquesta cobertura per a la seva esposa.
Ara es veu a les dones saudites desenvolupar carreres professionals com a metgesses, professores i fins i tot líders empresarials, un procés descrit per ABC News el 2007 com «dolorosament lent». La doctora Salwa Al-Hazzaa (سلوى الهزّاع), cap del departament d'oftalmologia de l'Hospital especialitzat i centre d'investigació Rei Faisal de Riad i Lubna Olayan, nomenada per Forbes i Time com una de les dones de negocis més influents del món, en són exemples destacats.
Algunes «primeres» ocupacions de dones saudites es van produir el 2013, quan el Regne va registrar la seva primera advocada en pràctiques (Arwa al-Hujaili ; أروى الحجيلي), la seva primera advocada en obtenir una llicència oficial del seu Ministeri de Justícia (Bayan Mahmoud Al-Zahran; بيان زهران), i la primera dona de policia saudita (Ayat Bakhreeba). Bakhreeba va obtenir el seu màster en dret públic a l'acadèmia de policia de Dubai i és la primera dona policia a obtenir un títol a l'institut de seguretat d'alt nivell. A més, la seva tesi sobre els «drets dels infants al sistema saudita» va ser escollida per l'acadèmia de policia com a millor treball de recerca. A més, el 2019 es va contractar a Yasmine Al-Maimani (ياسمين الميمني) com a primera dona saudita que treballava com a pilot comercial.

### Dones militars
L'Aràbia Saudita va oferir algunes feines militars sense entrar en combat a les dones el febrer del 2018.
El recent moviment d'Aràbia Saudita per permetre que les dones s'uneixin a les seves forces de seguretat internes és l'últim d'una sèrie de reformes promulgades pel príncep hereu Mohammed bin Salman (محمد بن سلمان بن عبدالعزيز آل سعود) per avançar en els drets de les dones al regne conservador del Golf. Permetre a les dones tenir una major visibilitat tant a les forces armades com en altres sectors, no només promet ajudar a diversificar l'economia, sinó que també podria ajudar a canviar les percepcions populars de gènere de manera més àmplia.

## L'educació de les dones
Es calcula que l'alfabetització femenina és del 91%, no gaire per darrere de la dels homes. En canvi, el 1970, només el 2% de les dones sabien llegir i escriure en comparació amb el 15% dels homes. Hi ha més dones que tenen estudis secundaris i terciaris que els homes. El 50% de tots els graduats universitaris a l'Aràbia Saudita són dones saudites, i el 50% de les dones treballadores tenen estudis universitaris, en comparació amb el 16% dels homes treballadors (les dones només representaven el 13% de la força de treball el 2015). El 2019, les dones saudites representen el 34,4% de la força de treball nativa d'Aràbia Saudita. La proporció de dones saudites que es graduen a les universitats és superior a la dels països occidentals.
La qualitat de l'educació és inferior per a les dones que per als homes. Els plans d'estudis i els llibres de text s'actualitzen amb menys freqüència i els professors solen estar menys qualificats. Als nivells superiors, els homes tenen millors instal·lacions de recerca.
Una de les polítiques educatives oficials és promoure la «creença en l'Déu Únic, l'islam com a forma de vida i Mahoma com a Missatger de Déu». La política oficial fa especial èmfasi en la religió en l'educació de les noies: «El propòsit d'educar una noia és educar-la d'una manera islàmica adequada perquè compleixi el seu deure a la vida, sigui una mestressa de casa ideal i reeixida i una bona mare, preparada per a fer coses que s'adaptin a la seva naturalesa, com ara ensenyament, infermeria i tractament mèdic». La política també especifica «el dret de les dones a obtenir una educació adequada en igualtat de condicions que els homes a la llum de les lleis islàmiques».
Les dones saudites solen especificar l'educació com l'àrea més important per a la reforma dels drets de les dones.

### Educació bàsica
L'educació pública a l'Aràbia Saudita està segregada per sexes a tots els nivells i, en general, les dones i els homes no assisteixen a la mateixa escola. A més, els homes tenen prohibit ensenyar o treballar a les escoles de noies i a les dones no se les permet ensenyar a les escoles de nois.

### Educació superior
Aràbia Saudita és la llar de la Universitat Princesa Nora bint Abdul Rahman (جامعة الأميرة نورة بنت عبد الرحمن), la universitat només per a dones més gran del món. La creença religiosa sobre els rols de gènere i la percepció que l'educació és més rellevant per als homes ha donat lloc a menys oportunitats educatives per a les dones. La tradició de la segregació per sexes en la vida professional s'utilitza per a justificar la restricció dels camps d'estudi de les dones. Tradicionalment, les dones s'han exclòs dels estudis d'enginyeria, farmàcia, arquitectura i dret.
Això ha canviat lleugerament en els darrers anys, ja que gairebé el 60% dels estudiants universitaris saudites són dones. Alguns camps, com el dret i la farmàcia, comencen a obrir-se per a les dones. Les dones saudites també poden estudiar qualsevol tema que desitgin a l'estranger. Els costums de la tutela masculina i del purdah (پرده) restringeixen la capacitat de les dones a estudiar a l'estranger. El 1992, el triple d'homes va estudiar a l'estranger amb beques governamentals, tot i que la ràtio havia estat prop del 50% a principis de la dècada del 1980.
Es recomana a les dones estudiar per a indústries de serveis o ciències socials. L'educació, la medicina, l'administració pública, les ciències naturals, les ciències socials i els estudis islàmics es consideren adequats per a les dones. El 2007, de totes les dones titulades universitàries, el 93% tenia titulacions en educació o en ciències socials.
La Universitat de ciència i tecnologia Rei Abdul·lah (جامعة الملك عبد الله للعلوم و التقنية), inaugurada el setembre del 2009, és el primer campus coeducatiu de l'Aràbia Saudita on homes i dones estudien junts. Les dones assisteixen a classes amb homes, condueixen al campus i no estan obligades a portar el vel. En el seu any inaugural, el 15% dels estudiants eren dones, que havien estudiat a universitats estrangeres. Les classes s'imparteixen en anglès.
L'obertura d'aquesta universitat va provocar debat públic. Al tractar el problema, el xeic Ahmad Qassim Al-Ghamdi, cap de la mutaween de la regió de La Meca, va afirmar que la segregació per sexes no té cap fonament a la xaria (o la llei islàmica), i que s'ha aplicat incorrectament al sistema judicial saudita. Al-Ghamdi va dir que el hadit (حديث ; els ensenyaments del profeta Mahoma), no fa referència a la segregació de per sexes i, per tant, es permet la barreja segons la xaria. Hi va haver moltes trucades (i molts rumors) per al seu acomiadament.
La tecnologia és una part central de l'educació superior per a les dones. Moltes universitats de dones utilitzen l'educació a distància (des de casa) per compensar el mal accés de les dones al transport. No es permet als professors homes que imparteixin classes a les dones. Com que hi ha poques professores, algunes universitats fan servir la videoconferència perquè professors masculins ensenyin a les estudiants sense contacte presencial.
El matrimoni infantil dificulta la causa de l'educació de les dones, perquè les responsabilitats tradicionals i la maternitat són massa pesades. La taxa d'abandonament escolar de les nenes augmenta al voltant de la pubertat, ja que abandonen l'escola en casar-se. Aproximadament el 25% de les dones joves en edat universitària no assisteixen a la universitat i, entre el 2005 i el 2006, les dones van tenir un percentatge d'abandonaments del 60%.
El 2009, el rei va nomenar Norah al-Faiz (نورة بنت عبد الله الفايز) com a sotsministra d'Educació de la Dona, la primera dona amb càrrec del gabinet.
El 2019 es va proporcionar un nou diploma en dret penal a les dones amb formació jurídica.
El juliol de 2020, el ministre d'Educació saudita, Hamad bin Mohammed Al-Sheikh (حمد بن محمد آل الشيخ), va nomenar Lilac Al-Safadi com a presidenta de la Universitat d'Electrònica Saudita (الجامعة السعودية الإلكترونية), convertint-se en la primera dona presidenta d'una universitat saudita que inclou estudiants d'ambdós sexes.

## Esport femení

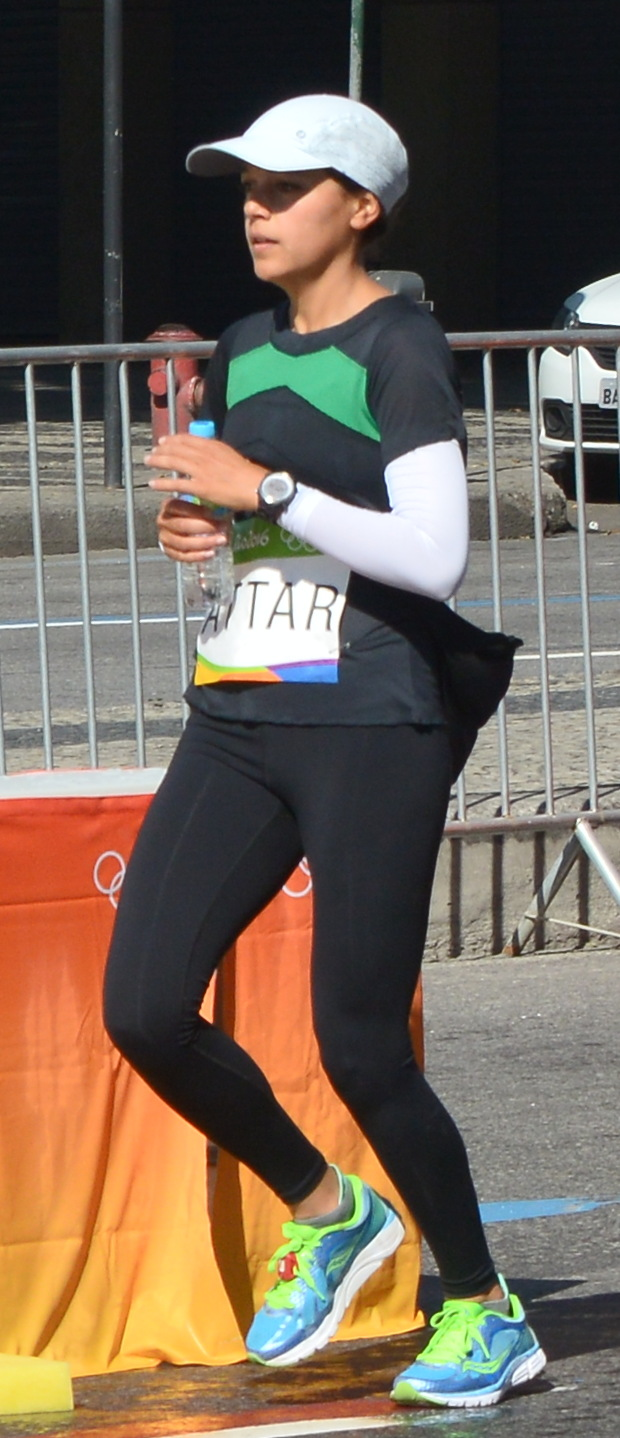
Sarah Attar (سارة عطار) és una atleta de pista i camp que va competir en els Jocs Olímpics de 2012 com una de les dues primeres atletes olímpiques que van representar a l'Aràbia Saudita. També va competir a la marató als Jocs Olímpics de 2016

L'Aràbia Saudita va ser un dels pocs països dels Jocs Olímpics de 2008 sense delegació femenina, tot i que existeixen dones esportistes.
El juny de 2012, l'ambaixada de l'Aràbia Saudita a Londres va anunciar que les atletes femenines competirien als Jocs Olímpics de 2012 a Londres (Anglaterra), per primera vegada. La blogger saudita Eman al-Nafjan (إيمان النفجان) va comentar que a partir de 2012 es prohibia a les nenes saudites l'educació esportiva a l'escola i les dones saudites tenen molt poc accés a les instal·lacions esportives, que les dues dones saudites que van participar en els Jocs Olímpics de 2012, la corredora Sarah Attar (سارة عطار) (qui va créixer als Estats Units d'Amèrica) i la judoka Wojdan Shaherkani (وجدان علي سراج الدين شهرخاني), van atreure crítiques i suport a Twitter, i que Jasmine Alkhaldi (ياسمين الخالدي), una filipina nascuda de pare saudita, va rebre un ampli recolzament a la comunitat saudita en línia.
El 2013, el govern saudita va sancionar per primera vegada l'esport a les nenes a les escoles privades.
En el seu article, «L'Aràbia Saudita permet que les dones entrin en estadis esportius», Emanuella Grinberg i Jonny Hallam expliquen com els saudites conservadors s'adhereixen a la interpretació més estricta dels sunnites de la resta del món. Segons el seu sistema de tutela, les dones no poden viatjar ni practicar esport sense el permís dels seus guardians. Algunes d'aquestes regles estrictes a l'Aràbia Saudita han començat a canviar. Tot i això, un dels canvis més importants de la comunitat saudita és en els esports femenins, amb Mohammed bin Salman que permet i dona suport a les dones que practiquen esport dins i fora de les seves escoles i permet que les dones assisteixin als estadis. Al setembre del 2017, es va permetre a les dones entrar a l'estadi Rei Fahd per primera vegada, per celebrar una commemoració del 87è aniversari del Regne. Estaven assegudes en una secció específica per a famílies. Tot i que molts van donar-li la benvinguda, la mesura va provocar una reacció de part dels conservadors que s'adherien a les estrictes normes de segregació per sexes del país.
Quan la WWE va començar a celebrar esdeveniments televisius a l'Aràbia Saudita el 2018, la companyia va anunciar inicialment que no es permetria la participació de lluitadores. El 30 d'octubre de 2019, la promoció va anunciar que Lacey Evans i Natalie Neidhart participarien en el primer combat de lluita professional del país en què participaven dones a l'edició de la WWE Crown Jewel d'aquest any. Tanmateix, els dues lluitadores van haver de substituir la seva vestimenta reveladora habitual per un body que els cobria els braços i les cames.
El gener de 2020, l'Aràbia Saudita va acollir per primera vegada la Supercopa d'Espanya. El torneig va acollir FC Barcelona, València CF, Atlètic de Madrid i Reial Madrid com a quatre participants. Tanmateix, durant el primer partit de la competició entre el Reial Madrid i el València del 8 de gener, treballadores d'Amnistia Internacional es van concentrar davant de l'ambaixada saudita a Madrid i van demanar la llibertat de l'activista de drets de les dones saudites Loujain al-Hathloul (لجين الهذلول), entre altres deu activistes. El grup defensor també va informar que el dia del partit va marcar el 600è dia de detenció de Loujain.
El gener de 2020, Human Rights Watch, entre altres dotze organitzacions internacionals de drets humans, va escriure una carta conjunta a Amaury Sport Organization (ASO) abans del Ral·li de Dakar Saudita. El grup defensor de la defensa en la seva declaració va instar ASO a utilitzar la seva decisió per denunciar la persecució dels drets de les dones a la nació. «Amaury Sport Organization i els pilots de cursa del Ral·li de Dakar haurien de parlar sobre el maltractament del govern saudita contra les activistes dels drets de les dones perquè defensaven el dret a conduir», deia el comunicat d'Human Rights Watch.
El 29 de setembre de 2020, Amnistia Internacional va plantejar la seva preocupació per la situació dels drets de les dones a l'Aràbia Saudita, on se celebraria un esdeveniment de Ladies European Tour al novembre. L'organització també va instar els que participaven a solidaritzar-se amb les activistes empresonades a l'Aràbia Saudita.

## Mobilitat
Les dones han de mostrar el permís signat d'un mahram (محرم ; acompanyant masculí, fill, pare, oncle o net) abans de poder viatjar, fins i tot dins de l'Aràbia Saudita. No obstant això, per necessitat, la majoria de les dones abandonen la casa soles i sovint tenen contacte amb homes no relacionats per comprar o dirigir negocis. El 2019 i d'acord amb els suggeriments realitzats el 2017, les dones saudites aviat podran viatjar lliurement a l'estranger sense necessitat demanar el permís dels seus guardians. Des de l'agost de 2019, les dones de més de 21 anys poden viatjar a l'estranger sense permís d'un guardià.
Moltes de les lleis que controlen a les dones s'apliquen a ciutadanes d'altres països que són familiars d'homes saudites. Per exemple, les següents dones requereixen el permís d'un guardià per abandonar el país: dones estrangeres casades amb homes saudites, dones adultes estrangeres que són filles solteres de pares saudites, i les filles menors de 21 anys de pares saudites.
El 2013, es va permetre a les dones saudites viatjar en bicicleta, encara que només al voltant de parcs i altres «àrees recreatives». Han d'anar vestides cobertes de cos sencer i acompanyades amb un parent masculí. Una pel·lícula de 2012, Wadjda (وجدة), va destacar aquest fet.

### La conducció
Fins al juny de 2018, les dones no van poder conduir a l'Aràbia Saudita, l'únic país del món en aquell moment amb aquesta restricció. El 26 de setembre de 2017, el rei Salman va decretar que es permetria a les dones obtenir llicències de conduir al Regne, la qual cosa atorgaria a les dones el dret de conduir l'any següent. La decisió de Salman va ser recolzada per la majoria del Consell d'Ulema Senior. Les ordres de Salman van donar als departaments responsables 30 dies per a preparar informes per a la implementació d'això, amb l'objectiu d'eliminar la prohibició de les llicències de conductors a les dones al juny de 2018. Els editorials de premsa en suport del decret afirmaven que a les dones se les permetia muntar camells en temps de Mahoma. La prohibició es va aixecar el 24 de juny de 2018, amb més de 120.000 dones sol·licitant llicències aquell mateix dia.

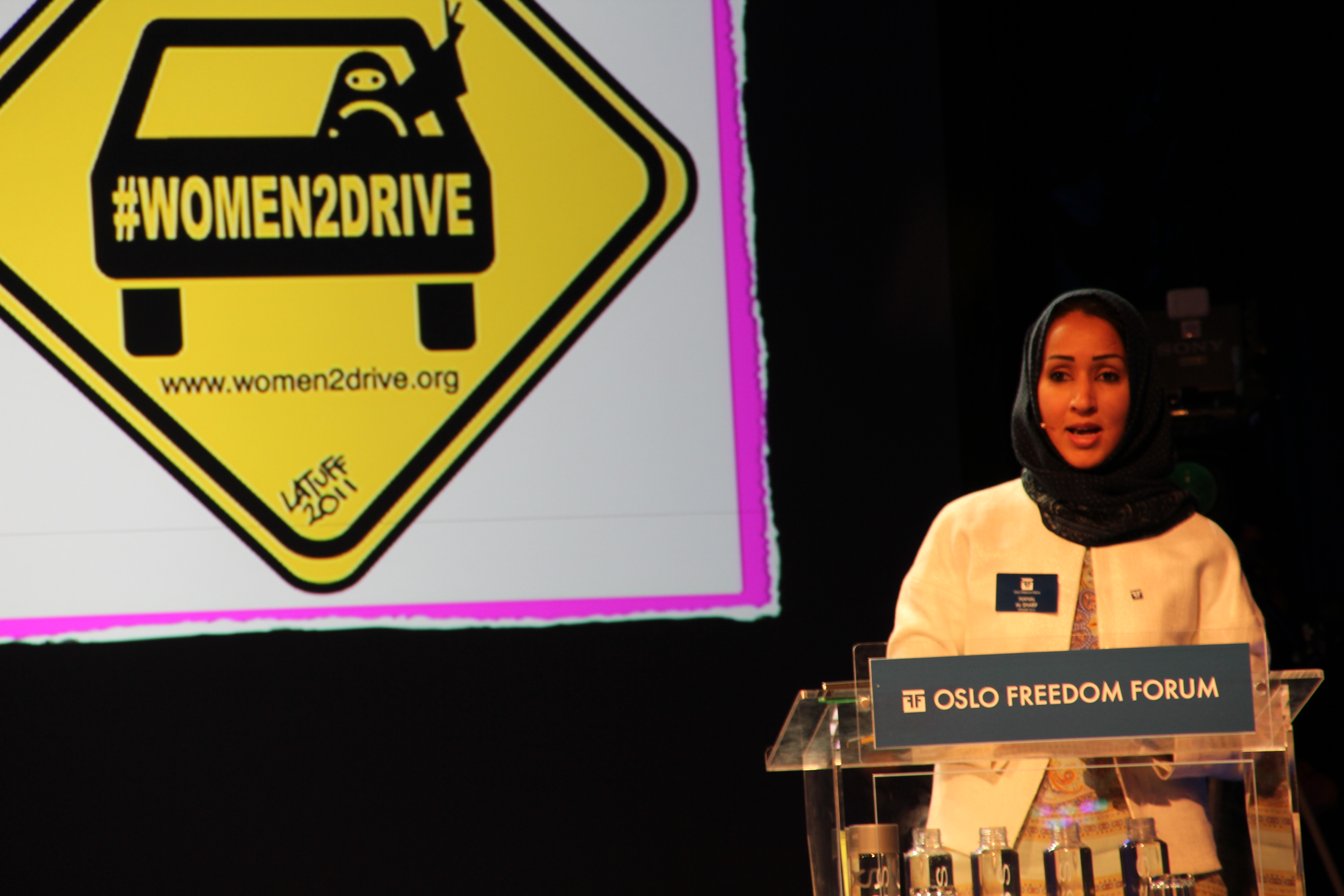
Manal al-Sharif (منال الشريف) és una informàtica i activista dels drets de les dones de l'Aràbia Saudita, que va ajudar a iniciar una campanya a favor dels drets de les dones per conduir
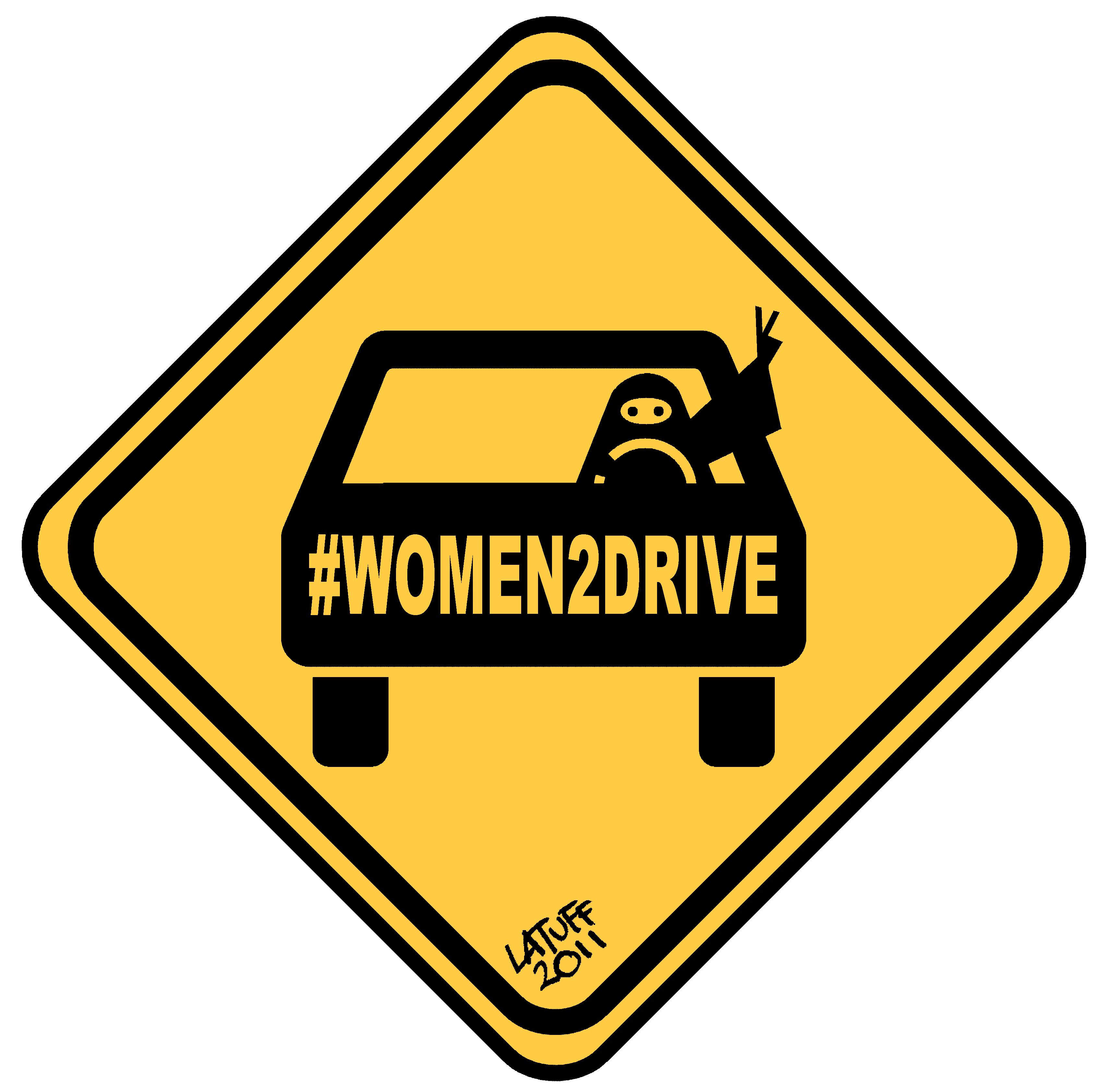
Logo del moviment WOMEN2DRIVE (قيادة المرأة في السعودية)

L'Oficina de Drets Humans de les Nacions Unides va dir: «La decisió de permetre que les dones a l'Aràbia Saudita condueixin és un primer pas important cap a l'autonomia i la independència de les dones, però queda molt per fer per assolir la igualtat de gènere al Regne». L'expert en drets humans Philip Alston i el Grup de Treball de les Nacions Unides sobre la discriminació de les dones van encoratjar al règim saudita a demostrar la reforma revocant lleis discriminatòries contràries a la seva obligació de garantir la igualtat substantiva de les dones en la llei i en la pràctica.
L'Aràbia Saudita no ha prohibit per escrit que les dones poguessin conduir, però la llei saudita requereix que els ciutadans utilitzin una llicència emesa localment al país. Aquestes llicències no s'havien emès a les dones, fent que fos il·legal per a les dones que poguessin conduir. Fins al 2017, la majoria d'acadèmics saudites i autoritats religioses van declarar hàram (حرم ; prohibit) que les dones poguessin conduir.
Entre les raons més habituals a favor de la prohibició de conduir a les dones s'inclouen:
- Conduir un cotxe pot portar a les dones a sortir de casa més sovint.
- La conducció d'un cotxe pot portar a les dones a tenir interacció amb els homes que no són mahram (acompanyants masculins), per exemple en accidents de trànsit.
- Les dones que condueixen els cotxes poden produir una sobrepoblació dels carrers, i molts joves poden veure's privats de l'oportunitat de conduir.
- Conduir seria el primer pas d'una erosió dels valors tradicionals, com la segregació de gènere.

Es permetia que les dones poguessin conduir a les zones rurals a causa d'una combinació de necessitats, «perquè la supervivència de les seves famílies en depèn» i perquè la mutaween «no pot patrullar efectivament zones remotes», segons un nadiu saudita; tot i que a partir del 2010, el mutaween estrenyia aquesta llibertat.
Els crítics van rebutjar la prohibició de conduir a les dones amb els motius que:
- Va causar una violació dels costums de segregació de gènere en obligar innecessàriament les dones a prendre taxis amb homes conductors o viatjar amb homes conductors.
- Va suposar una càrrega financera desmesurada per a les famílies, que va provocar que la dona mitjana gastés la meitat dels seus ingressos en taxis.
- Va impedir l'educació i l'ocupació de les dones, perquè aquestes dues coses solen requerir desplaçaments.
- Els homes conductors han estat una font freqüent de queixes per assetjament sexual;
- El sistema de transport públic és àmpliament considerat poc fiable i perillós.

El 6 de novembre de 1990, 47 dones saudites, amb llicències vàlides expedides en altres països, van conduir els carrers de Riad en protesta per la prohibició de conduir a les dones saudites. Les dones van ser finalment envoltades de curiosos i detingudes per la policia de trànsit, que les va portar a presó. Van ser alliberades després que els seus guardians signessin declaracions que elles no tornarien a conduir, però milers de fulletons amb els seus noms i el dels seus marits (junt amb les paraules «putes» i «proxenetes» escrites) van circular per la ciutat. Les dones van ser suspeses de feina, se les va confiscar el passaport, i se les va dir que no parlessin amb la premsa. Aproximadament un any després de la protesta, van tornar a la feina i van recuperar el passaport, però van ser vigilades.
El 2008, els defensors del dret de les dones a conduir a l'Aràbia Saudita van recollir unes 1.000 signatures, amb l'esperança de convèncer el rei Abdul·lah perquè aixequés la prohibició, però no van tenir èxit. El rei Abdul#lah d'Aràbia Saudita va dir que pensava que les dones conduirien quan la societat estigués preparada per a això:
| « | Crec fermament en els drets de les dones. La meva mare és una dona. La meva germana és una dona. La meva filla és una dona. La meva esposa és una dona. Crec que arribarà el dia en què les dones condueixin. De fet, si examinem les zones de l'Aràbia Saudita, el desert i les zones rurals, veurem que les dones condueixen. La qüestió requerirà paciència. Crec que amb el temps serà possible. Crec que la paciència és una virtut. | » |

El Dia Internacional de les Dones de 2008, l'activista feminista saudita Wajeha al-Huwaider (وجيهة الحويدر) va publicar un vídeo de YouTube sobre ella mateixa conduint en una zona rural (on es tolera) i sol·licitant el dret universal de les dones a conduir. Ella va comentar: «M'agradaria felicitar a tots els grups de dones que han assolit guanyar drets. I espero que totes les dones que continuïn lluitant pels seus drets els rebin aviat». Una altra campanya de conducció de dones va començar durant les protestes de l'Aràbia Saudita del 2011. Al-Huwaider va filmar Manal al-Sharif (منال الشريف) conduint a Al-Khubar (الخبر) i el vídeo es va publicar a YouTube i Facebook.
L'escepticisme era molt comú quant a possibles canvis en la societat patriarcal i profundament religiosa de l'Aràbia Saudita, on molts creien que permetre a les dones el dret a conduir podria conduir a una obertura a l'estil occidental i a l'erosió dels valors tradicionals.
El setembre de 2011, una dona de Jiddah (جدة) va ser condemnada a deu fuetades per conduir un cotxe. En contrast amb aquest càstig, Maha al-Qatani, la primera dona a l'Aràbia Saudita que va rebre un permís de circulació, només va ser multada per una infracció del trànsit. La flagelació va ser la primera vegada que es va dictar un càstig legal. Anteriorment, quan es detenia una dona conductora, normalment era interrogada i la deixaven anar després de signar el compromís de no tornar a conduir. La sentència de la flagelació fou posterior als mesos de protestes de dones activistes i només dos dies després que el rei Abdul·lah anunciés una major participació política per a les dones en el futur. La sentència va ser anul·lada pel rei Abdul·lah.
En un informe d'Amnistia Internacional de França, les activistes pels drets de les dones a l'Aràbia Saudita posen de manifest la seva repressió continuada dins del regne malgrat guanyar el dret a conduir. En suport de la seva argumentació, van presentar el cas de la destacada activista Loujain al-Hathloul (لجين الهذلول), qui el 1r de desembre de 2014 fou arrestada i empresonada durant 73 dies després d'intentar travessar la frontera conduint el seu cotxe des dels Emirats Àrabs Units a Aràbia Saudita acusada de desafiar la prohibició a les dones àrabs de conduir al seu Estat, malgrat tenir una llicència dels Emirats Àrabs Units. El 15 de maig de 2018 fou detinguda i posada sota custòdia junt amb altres cinc activistes que lluitaven contra la prohibició de conducció a les dones i els drets de les dones en general. Segons els informes d'Aministia Internacional, Loujain va ser torturada per les autoritats de la presó durant el seu confinament i va ser aïllada. Loujain al-Hathloul juntament amb les altres activistes van assistir a una vista al tribunal saudita el 12 de febrer de 2020. La data del seu judici es va enderrerint «indefinidament» a causa de la pandèmia de coronavirus, i a la seva família se li ha prohibit veure-la a causa de la pandèmia.

### El transport públic i privat
Les dones generalment es desanimen a utilitzar el transport públic. Tècnicament està prohibit, però les dones poden agafar taxis o contractar conductors privats sempre que no hi hagi contacte entre ells. Les dones tenen un accés limitat als serveis d'autobusos i trens. Quan ho tenen permès, han d'utilitzar una entrada independent i seure en una secció posterior reservada a les dones; no obstant això, les companyies d'autobusos amb la cobertura més àmplia de Riad i Jiddah no permeten en absolut les dones.
A principis de 2010, el govern va començar a plantejar-se una proposta per crear un sistema nacional d'autobusos exclusivament per a dones. Les activistes estan dividides en la proposta; mentre que algunes diuen que reduirà l'assetjament sexual i les despeses de transport, i que facilitarà l'accés de les dones al treball, d'altres ho critiquen com una fugida de la qüestió real del reconeixement del dret de les dones a conduir.
L'empresa de lloger de vehicles de transport amb conductor Careem va iniciar la seva activitat a l'Aràbia Saudita el 2013, i Uber va arribar al país el 2014. Les dones representen el 80% dels passatgers d'aquests serveis. El govern saudita també ha donat suport a aquestes iniciatives com a mitjà per reduir l'atur i, en la seva iniciativa Saudi Vision 2030 (رؤية السعودية ٢٠٣٠), ha invertit recursos propis en ambdues empreses. El lloguer de vehicles amb conductor ha millorat la mobilitat de les dones i també ha promogut la participació laboral entre elles amb una flexibilitat de transport millorada.
Per a donar suport a les dones treballadores, el govern saudita ha llançat el programa «Wusool» (وصول) que proporciona serveis de transport a les dones treballadores saudites.

## Els drets legals de les dones

### La vida política
Aràbia Saudita és una monarquia absoluta, amb una Assemblea Consultiva (xura ; شُورَىٰ) de legisladors designats pel rei. Abans d'un anunci del setembre del 2011 del rei Abdul·lah, només els homes majors de 30 anys podien exercir la funció de legisladors. Després del seu anunci de setembre de 2011, es poden designar dones a l'Assemblea Consultiva. Les dones es van unir per primera vegada a l'Assemblea Consultiva el gener del 2013, ocupant trenta escons.
El 2013, tres dones van ser nomenades vicepresidentes de tres comitès. Thoraya Obaid va ser nomenada vicepresidenta del Comitè de Drets Humans i Peticions; Zainab Abu Talib, vicepresidenta del Comitè d'Informació i Cultura; i Lubna Al Ansari, vicepresidenta del Comitè d'Afers de Salut i Medi Ambient. Una altra cita important es va produir l'abril de 2012 quan Muneera bint Hamdan Al Osaimi va ser nomenada sotssecretària adjunta del departament d'assumptes dels serveis mèdics del Ministeri de Salut.
Les dones no van poder votar ni optar a cap càrrec a les primeres eleccions municipals del país en moltes dècades, ni el 2005 ni el 2011. Van fer campanya pel dret a fer-ho a les eleccions municipals del 2011, intentant sense èxit registrar-se com a votants. El setembre de 2011, el rei Abdul·lah va anunciar que es permetria a les dones votar i presentar-se a les eleccions municipals de 2015. Tot i que el rei Abdul·lah ja no era viu en el moment de les eleccions municipals del 2015, a les dones se les va permetre votar i presentar-se com a candidates per primera vegada en la història del país. Salma bint Hizab al-Oteibi va ser la primera dona que es va declarar dona política elegida al país. Segons els resultats no oficials publicats a The Associated Press, un total de 20 dones candidates van ser elegides als aproximadament 2.100 escons de consells municipals que es disputaven, convertint-se en les primeres dones elegides als consells municipals de la història del país.
Es permet que les dones ocupin llocs a les juntes de les cambres de comerç. El 2008, dues dones van ser elegides per a la junta de la Cambra de Comerç i Indústria de Jiddah. No hi ha dones al Tribunal Superior ni al Consell Suprem Judicial. Hi ha una dona en el càrrec de gabinet com a viceministra d'Educació femenina que va ser nomenada el febrer de 2009. El 2010, el govern va anunciar que les dones advocades podrien representar les dones en casos familiars. El 2013, Aràbia Saudita va registrar la seva primera advocada en pràctiques, Arwa al-Hujaili (أروى الحجيلي).
Al jutjat, el testimoni d'un home equival al de dues dones. Les dones que participen en processos judicials generalment han de ser substituïdes per parents masculins perquè parlin en nom seu.
El febrer de 2019, la princesa Reema bint Bandar Al Saud va ser nomenada ambaixadora saudita als Estats Units d'Amèrica. Es va convertir en la primera dona enviada en la història del regne.

### Les targetes d'identitat
Quan els nens saudites cumpleixen 1 any d'edat se’ls emeten targetes d'identitat que han de portar en tot moment. Abans del segle xxi, a les dones no se les emetia cap targeta, sinó que eren nomenades dependents de la targeta d'identitat del seu mahram (generalment el seu pare o el seu marit), de manera que «estrictament parlant» no se les permetia sortir sense el seu mahram.
Demostrar la seva identitat en el sistema judicial també va ser un repte per a les dones saudites, ja que, a més de la targeta d'identitat, no podien tenir passaports ni permisos de conduir. Les dones havien de tenir dues relacions amb homes per a confirmar la seva identitat. Si un home negava que la dona dels jutjats fos la seva mare o germana, «normalment es prendria la paraula de l'home», cosa que farà que una dona sigui vulnerable a coses com les falses reclamacions de la seva propietat i la violació dels seus drets a l'herència si caia en desgràcia amb la seva família.
Els Ulema (علماء) de les autoritats religioses saudites es va oposar a la idea d'emetre targetes d'identitat separades per a les dones. Molts altres ciutadans saudites conservadors argumenten que les targetes, que mostren el rostre sense el vel d'una dona, infringeixen el purdah (پرده) i el costum saudita. Malgrat tot, els drets de les dones a la lliure circulació i a la targeta d'identificació s'han anat deixant anar gradualment.
El 2001 es van emetre un petit nombre de targetes d'identitat per a dones que tenien el permís del seu mahram. Les targetes es van emetre al mahram, no a les dones, i el govern les va explicar com una manera de lluitar contra la falsificació i el frau. El 2006 ja no calia el permís del seu mahram per obtenir una targeta i, el 2013, les targetes d'identificació eren obligatòries per a les dones.
El 2008, es permetia a les dones entrar a hotels i apartaments moblats sense el seu mahram si tenien les targetes d'identificació nacionals. L'abril del 2010 es va emetre una nova targeta d'identitat opcional per a dones que les permet viatjar a països del Consell de Cooperació per als Estats Àrabs del Golf. Les dones no necessiten permís masculí per sol·licitar la targeta, però sí per a viatjar a l'estranger.

### El codi familiar

#### El matrimoni
El 2005, l'autoritat religiosa del país va prohibir la pràctica del matrimoni forçat. Tot i això, les capitulacions matrimonials són oficialment entre el futur marit i el pare de la futura núvia. Ni un home ni una dona poden casar-se amb un ciutadà no-saudita sense permís oficial. El 2016 es va anunciar que, segons una direcció emesa pel ministre de justícia, Walid al-Samaani, els clergues que registren contractes matrimonials haurien de lliurar una còpia a la núvia «per garantir-ne la consciència dels seus drets i de les condicions del contracte».
La poligàmia és legal a l'Aràbia Saudita, però es creu que està en declivi, especialment entre els joves. La poliàndria està prohibida.
El Regne impedeix que les dones saudites es casin amb homes expatriats que donin positiu en drogues (inclòs l'alcohol), malalties de transmissió sexual incurables o malalties genètiques, però no impedeix que els homes saudites es casin amb dones expatriades amb aquests problemes.

#### La violència domèstica
Els abusos domèstics a l'Aràbia Saudita van començar a rebre l'atenció pública el 2004 després que una presentadora de televisió popular, Rania al-Baz (رانيا الباز), va ser greument colpejada pel seu marit i es van publicar a la premsa fotografies del seu «rostre contusionat i inflat». Segons Al-Baz, el seu marit la va pegar després que ella respongués al telèfon sense el seu permís i li digués que tenia intenció de matar-la.
La violència contra les dones i els nens a la llar no es considerava tradicionalment com un assumpte penal a l'Aràbia Saudita fins al 2013. El 2008, el primer ministre va ordenar que les «unitats de protecció social», la versió dels refugis per a dones de l'Aràbia Saudita, s'expandissin al llarg de les ciutats saudites. Aquell any, el primer ministre també va ordenar al govern que redactés una estratègia nacional per a fer front a la violència domèstica. Algunes fundacions reials saudites, com el Centre de Diàleg Nacional Rei Abdulaziz (مركز الملك عبدالعزيز للحوار الوطني) i la Fundació Rei Khalid (مؤسسة الملك خالد الخيرية), també han dirigit esforços d'educació i sensibilització contra la violència domèstica. Cinc anys després, el 2013, l'Aràbia Saudita va llançar el seu primer gran esforç contra la violència domèstica, la campanya publicitària «No més abusos».
L'agost de 2013, el gabinet saudita va aprovar una llei que convertia la violència domèstica en un delicte penal per primera vegada. La llei estableix un càstig de fins a un any de presó i una multa de fins a 50.000 rials (13.000 euros). Els càstigs màxims es poden duplicar per als reincidents. La llei criminalitza els abusos psicològics i sexuals, així com els abusos físics. També inclou una disposició que obliga els empleats a denunciar els casos d'abús al lloc de treball al seu cap. El moviment va fer una campanya a Twitter. Les activistes dels drets de les dones saudites van acollir amb satisfacció les noves lleis, tot i que algunes van expressar la seva preocupació perquè la llei no es pogués aplicar amb èxit sense una nova formació per al poder judicial i que la tradició de la tutela masculina continués sent un obstacle per als processos.

#### El matrimoni infantil
No hi ha lleis que defineixin l'edat mínima per a casar-se a l'Aràbia Saudita. La majoria de les autoritats religioses han justificat el matrimoni de noies a partir dels 9 anys i dels nois a partir dels 15 anys. Tot i això, creuen que un pare pot casar la seva filla a qualsevol edat sempre que la consumació del matrimoni s'endarrereixi fins que ella arribi a la pubertat. Un informe del grup de treball de 2009 sobre l'educació de les dones va concloure que «el matrimoni precoç (abans dels 16 anys) ... influeix negativament en les seves possibilitats d'ocupació i en l'estat econòmic de la família. També afecta negativament la seva salut, ja que tenen un major risc de morir per causes relacionades amb l'embaràs i el part». Un informe de les Nacions Unides del 2004 va trobar que el 16% de les adolescents saudites eren o havien estat casades.
Un informe de 2010 va documentar el cas de Shareefa, una núvia abandonada. Shareefa estava casada amb un home de 80 anys quan ella tenia 10 anys. El pare va acordar el matrimoni a canvi de diners, en contra dels desitjos de la seva mare. El seu marit es va divorciar d'ella uns quants mesos després del matrimoni sense avisar-la, i la va abandonar als 21 anys. La mare va intentar accions legals argumentant que «Shareefa ara té 21 anys, ha perdut més de 10 anys de la seva vida, la seva oportunitat per a una educació, un matrimoni decent i una vida normal. Qui assumirà la responsabilitat del que ha viscut?»
La Comissió de Drets Humans del govern saudita va condemnar el matrimoni infantil el 2009, considerant-lo «una violació clara contra els nens i els seus drets psicològics, morals i físics». Es recomana que per als matrimonis oficials, la parella compleixi una edat mínima de 17 anys per a les dones i de 18 per als homes.

#### La mutilació genital femenina
S'ha informat que la mutilació genital femenina és poc freqüent, possiblement entre minories com ara immigrants africans. Algunes organitzacions són escèptiques sobre si es pot confiar o no en les estadístiques oficials, a causa de la censura del govern sobre informació sensible i de les restriccions a les organitzacions d'ajuda independents.

#### El matrimoni amb estrangers
El 2013, la Direcció General de Passaports va permetre que les dones saudites casades amb estrangers patrocinessin els seus fills, de manera que els nens poguessin tenir permisos de residència (iqamas) amb les seves mares designades com a patrocinadores. Els iqamas també concedeix als nens el dret a treballar al sector privat a l'Aràbia Saudita mentre tenen el patrocini de les seves mares i permeten a les mares que portin els seus fills que viuen a l'estranger cap a l'Aràbia Saudita si no tenen antecedents penals. Als homes estrangers casats amb dones saudites també se’ls va concedir el dret a treballar al sector privat mentre estaven patrocinats per les seves esposes, a condició que el títol dels seus iqamas s'escrivís com a «marit d'una dona saudita» i que tinguessin passaports vàlids que els permetrà tornar al seu país d'origen en qualsevol moment.

#### L'autoritat parental
Legalment, els fills pertanyen al seu pare, que té la tutela exclusiva. Si es produeix un divorci, es pot concedir a les dones la custòdia dels seus fills petits fins que compleixin els set anys. Els fills més grans solen ser atorgats al pare o als avis paterns. Les dones no poden conferir la ciutadania als fills nascuts d'un pare no-saudita.

#### Els drets d'herència
L'Alcorà afirma que les filles hereten la meitat que els fills. En algunes zones rurals, algunes dones també es veuen privades de la part que els correspon, ja que es considera dependents dels seus pares o marits. El casament fora de la tribu també és motiu per limitar l'herència de les dones.

### La violència sexual i el tràfic sexual
Segons la llei xaria, generalment aplicada pel govern, els tribunals castigaran un violador amb qualsevol cosa, des de flagel·lació fins a execució. Com que no hi ha cap codi penal a l'Aràbia Saudita, no hi ha cap llei escrita que criminalitzi específicament la violació o en prescrigui la pena. La víctima de la violació sovint també és castigada si el seu violador l'ha vist (per violació del purdah). No hi ha prohibició contra la violació conjugal ni l'estupre. L'abril de 2020, el Tribunal Suprem saudita va abolir el càstig de flagel·lació del seu sistema judicial, substituint-lo per presó, multes o ambdues coses.
Les dones migrants, que sovint treballen com a ajudants domèstiques, representen un grup especialment vulnerable, i les seves condicions de vida de vegades són semblants a les esclaves i inclouen opressió física i violació. El 2006, l'ambaixador estatunidenc John Miller, director de l'Oficina de Seguiment i Lluita de la Trata de Persones, va dir que el treball forçat de les treballadores domèstiques estrangeres era el tipus d'esclavitud més habitual a l'Aràbia Saudita. Miller va afirmar que el tràfic de persones és un problema a tot arreu, però les nombroses treballadores domèstiques estrangeres de l'Aràbia Saudita i les llacunes del sistema fan que moltes siguin víctimes d'abusos i tortures.
Les dones, així com els homes, poden ser objecte d'assetjament per part de la policia religiosa del país, entre d'altres, inclosos arrestos arbitraris i càstigs físics. Un informe de les Nacions Unides cita un cas en el qual dos mutaween van ser acusats d'haver abusat d'una dona; els càrrecs van ser desestimats pel motiu que el mutaween és immune al processament.
En alguns casos, les víctimes d'agressions sexuals són castigades per khalwa (الخلوة ; estar sola), ja que estaven soles amb un home no-relacionat abans de l'agressió. En el cas de la violació de Qatif (قضية اغتصاب فتاة القطيف), una jove de 18 anys víctima de segrest i violació en grup va ser condemnada per un tribunal saudita a sis mesos de presó i 90 fuetades. El jutge va dictaminar que va violar les lleis sobre la segregació per sexes, ja que es trobava al cotxe d'un home no-relacionat en el moment de l'atac. També va ser castigada per intentar influir en el tribunal a través dels mitjans de comunicació. El Ministeri de Justícia va justificar la sentència dient que va cometre adulteri i «va provocar l'atac» perquè estava «vestida indecentment». Els seus agressors van ser trobats culpables de segrest i van ser condemnats a penes de presó que oscil·laven entre els dos i els deu anys. Segons Human Rights Watch, un dels violadors va filmar l'assalt amb el seu telèfon mòbil, però els jutges es van negar a permetre-ho com a prova. La víctima va dir a ABC News que el seu germà va intentar matar-la després de l'atac. El cas va atreure l'atenció internacional. Les Nacions Unides van criticar les actituds socials i el sistema de tutela masculina, que dissuadeixen les dones de denunciar crims. L'informe de l'ONU argumentava que s'evita que les dones escapin d'ambients abusius per la seva manca d'independència jurídica i econòmica. Segons les Nacions Unides, estan oprimides per pràctiques relacionades amb el divorci i la custòdia dels fills, l'absència d'una llei que criminalitzi la violència contra les dones i les inconsistències en l'aplicació de lleis i procediments. El cas va motivar la periodista egipcio-estatunidenca Mona Eltahawy a comentar: «Quin tipus de Déu castigaria a una dona per violació? Aquesta és una pregunta que els musulmans han de fer a l'Aràbia Saudita perquè, tret que desafiem els ensenyaments decidits contra les dones de l'islam a l'Aràbia Saudita, aquest regne sempre obtindrà un passi gratuït». El desembre de 2007, el rei Abdul·lah va indultar la víctima, però no va acceptar que el jutge s'hagués equivocat.
El 2009, Saudi Gazette va informar que una dona soltera de 23 anys va ser condemnada a un any de presó i 100 fuetades per adulteri. Havia estat violada en grup, quedat embarassada, i va intentar avortar el fetus sense èxit. La flagel·lació es va ajornar fins després del part.
Es va informar que més de 100 dones migrants de Bangladesh juntament amb 45 treballadors homes que vivien en un refugi saudita havien tornat a través de vols nocturns el 26 d'agost de 2019 a l'aeroport internacional Hazrat Shahjalal (Bangladesh), després d'afrontar presumptes abusos a mans dels seus empresaris. Segons el testimoni dels treballadors, els seus empresaris saudites els van sotmetre a assetjament psicològic, físic i, fins i tot, sexual. BRAC (Bangladesh Rural Advancement Committee), una organització internacional de desenvolupament a Bangladesh, va informar que l'any 2019 va ser testimoni del retorn d'almenys 900 dones migrants procedents de l'Aràbia Saudita, xifra que va ser superior l'any anterior, és a dir, més de 1300 el 2018.
Les activistes dels drets de les dones saudites arrestades a la repressió del 15 de maig de 2018 han estat sotmeses a violència i tortures sexuals a la presó. Actualment, 13 activistes pels drets de les dones estan processades i 5 d'elles continuen detingudes per defensar els drets de les dones.

## Canvis
Les tendències en l'aplicació del codi islàmic han influït en els drets de les dones a l'Aràbia Saudita. La Revolució iraniana del 1979 i els atacs de l'11 de setembre del 2001 van influir significativament en la història cultural saudita i els drets de les dones.
El 1979, la Revolució Islàmica a l'Iran va provocar un ressorgiment del fonamentalisme islàmic a moltes parts del món islàmic. Els fonamentalistes van intentar repel·lir l'occidentalització i els governs van intentar defensar-se de la revolució. A l'Aràbia Saudita, els fonamentalistes van ocupar la Gran Mesquita (Al-Màsjid al-Haram) i van exigir un estat islàmic més conservador, que inclogués «la fi de l'educació de les dones». El govern va respondre amb interpretacions més estrictes i aplicació de les lleis islàmiques. Es va desanimar als diaris de publicar imatges de dones; el ministeri de l'Interior va desanimar les dones a l'ocupació, incloses les expatriades. Es van denegar les beques per a dones que estudiessin a l'estranger. Portar l'abaia en públic es va fer obligatori.
En canvi, els atacs de l'11 de setembre del 2001 contra els Estats Units d'Amèrica van precipitar una reacció contra el sentiment islàmic ultraconservador; quinze dels dinou terroristes dels atacs de l'11 de setembre provenien de l'Aràbia Saudita. Des de llavors, la policia religiosa islàmica s'ha tornat menys activa i els reformistes han estat nomenats per a càrrecs governamentals clau. El govern diu que ha retirat el suport de les escoles considerades extremistes i ha moderat els textos dels llibres escolars.
El govern del rei Abdul·lah era considerat moderadament progressista. Va obrir la primera universitat mixta del país, va nomenar la primera dona membre del gabinet, i va prohibir la violència domèstica. La segregació de gènere es va relaxar, però va seguir sent la norma. Els crítics van descriure la reforma com a massa lenta i sovint més simbòlica que substantiva. Els clergues conservadors han rebutjat amb reeiximent els intents de prohibir el matrimoni infantil. Les dones no tenien dret a votar a les primeres eleccions municipals del país, tot i que Abdul·lah donava suport al dret de les dones a conduir i votar. Les poques dones del govern han tingut un poder mínim. Norah Al-Faiz (نورة بنت عبد الله الفايز), la primera dona membre del gabinet, no pot aparèixer sense el seu vel, no pot aparèixer a la televisió sense permís ni parlar amb companys homes excepte mitjançant videoconferència. Ella s'oposa a l'esport escolar femení per ser prematur.
El govern ha assumit compromisos internacionals amb els drets de les dones. Va ratificar la Convenció sobre l'eliminació de totes les formes de discriminació contra la dona, amb la condició que la convenció no pogués anul·lar la legislació islàmica. No obstant això, funcionaris del govern van dir a les Nacions Unides que no hi ha cap contradicció amb l'islam. Es discuteix el grau de compliment entre els compromisos i la pràctica del govern. Un informe de l'ONU del 2009 qüestionava si alguna llei internacional ratificada pel govern s'ha aplicat mai a l'Aràbia Saudita.

Algunes de les dones assessores designades cap al 2009-2010 al parlament (xura, شُورَىٰ) van afirmar que la reforma lenta és efectiva. Segons la doctora Nora Alyousif:
| « | El lideratge saudita està treballant intensament en la reforma i fent costat a les dones... Fa setanta anys estàvem completament aïllats del món. Els canvis que s'estan produint són inamovibles, i finalment hem començat a obrir-nos. | » |

Dr. Maha Almuneef va dir:
| « | Ara hi ha petits passos. S'estan fent passos gegants. Però a la majoria dels saudites se'ls han ensenyat les formes tradicionals. No pots canviar l'ordre social de cop. | » |

Els grups de dones locals i internacionals han impulsat els governs saudites cap a la reforma, aprofitant que alguns governants desitgen projectar una imatge més progressista cap a Occident. La presència de dones de negocis poderoses (encara que són poc freüents) en alguns d'aquests grups va ajudar a augmentar la representació de les dones al govern i a la societat saudita.
Lubna Olayan (لبنى سلیمان العليان), CEO d'Olayan Financing Company, és una coneguda defensora dels drets de les dones. Va ser la primera dona que es va dirigir a un públic empresarial de gènere mixt a l'Aràbia Saudita, parlant al Fòrum Econòmic de Jiddah (منتدى جدة الإقتصادي) el 2004. Va aprofitar l'ocasió per defensar la igualtat econòmica:
| « | La meva visió és d'un país amb una economia pròspera i diversificada en el qual qualsevol ciutadà saudita, independentment del seu gènere, que es prengui de debò la cerca d'ocupació, pugui trobar un lloc de treball en el camp pel qual estigui millor qualificat, que condueixi a una classe mitjana pròspera i en el qual tots els ciutadans saudites, residents o visitants del país, se sentin segurs i puguin viure en un ambient en el qual existeixi respecte mutu i tolerància entre tots, independentment de la seva classe social, religió o gènere. | » |

Les revistes Forbes i Time han nomenat Lubna Olayan com una de les dones més influents del món.
El Gran Muftí, Abdul-Azeez ibn Abdul·lah (عبد العزيز بن عبد الله آل الشيخ), va condemnar l'esdeveniment i va dir que «Permetre que les dones es barregin amb els homes és l'arrel de tot mal i catàstrofe ... És molt punible. La barreja d'homes i dones és un motiu per major decadència i adulteri».
Sovint es descriu Wajeha al-Huwaider (وجيهة الحويدر) com l'activista feminista més radical i destacada de l'Aràbia Saudita. En una entrevista del 2008, va descriure els plans d'una ONG anomenada Associació per a la Protecció i Defensa dels Drets de les Dones a l'Aràbia Saudita. Va descriure els objectius de l'organització:
| « | Entre les qüestions que s'han plantejat, i que són de la màxima importància, es troben: la representació de les dones en els tribunals de la xària; la fixació d'una edat mínima per als matrimonis de nenes; permetre que les dones s'ocupin dels seus propis assumptes en les agències governamentals i permetre'les entrar en edificis governamentals; protecció de les dones de la violència domèstica, com la violència física o verbal, o mantenir-la fora dels estudis, el treball o el matrimoni, o obligar-la a divorciar-se... Necessitem lleis per a protegir les dones d'aquestes agressions i violacions dels seus drets com a éssers humans. I també hi ha [la necessitat d'] evitar l'circumcisió de les noies… Realment tenim una gran necessitat d'un Ministeri d'Assumptes de la Dona per a tractar els drets de les dones, les qüestions de maternitat i infància, i la salut de les dones en les zones rurals... Aquest és el nostre objectiu final... | » |

El 2008, el govern va advertir a l'Associació per a la Protecció i Defensa dels Drets de les Dones de l'Aràbia Saudita que no celebrés cap protesta.
El 2013, Aràbia Saudita va registrar la seva primera advocada en pràctiques, Arwa Al-Hujaili, qui també és la primera dona saudita a obtenir una llicència de flight dispatcher. El mateix any, a les dones saudites se les va permetre per primera vegada anar en bicicleta, tot i que només al voltant dels parcs i altres «àrees recreatives». També han d'anar vestides amb revestiments de cos islàmics complets i estar acompanyades d'un guardià o un familiar masculí.

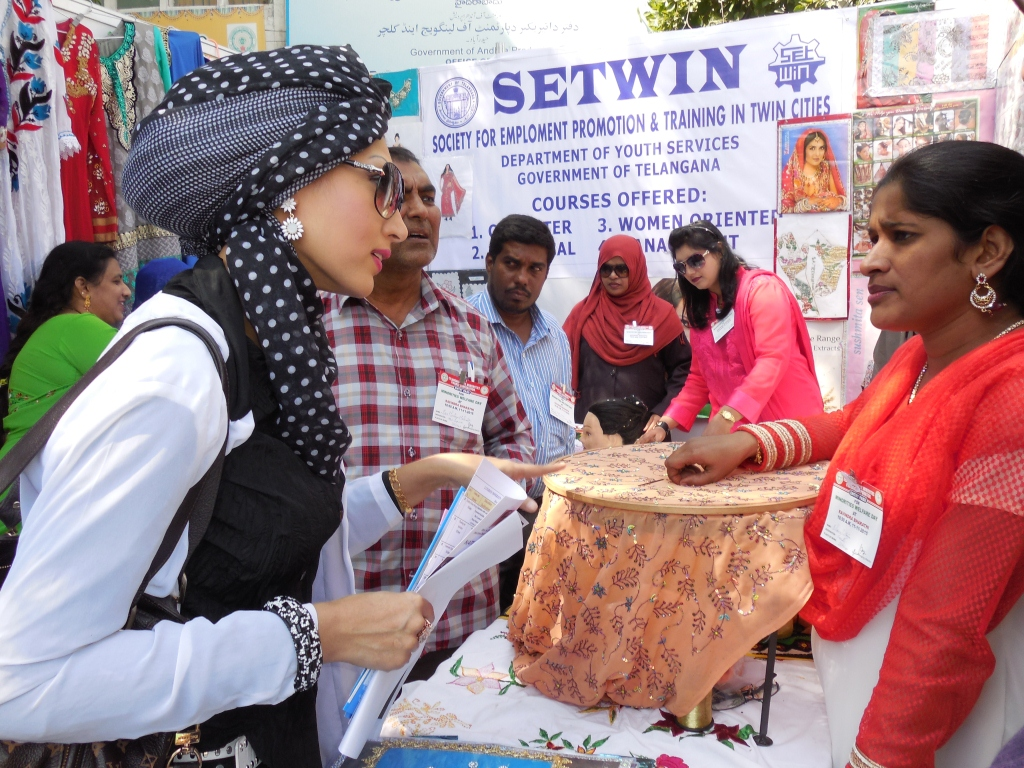
Sameera Aziz amb una treballadora de SETWIN per a un programa de desenvolupament de dones

Sameera Aziz (سميرة عزيز) és la primera personalitat mediàtica saudita que pretenia fer una pel·lícula de Bollywood després d'obrir la seva casa de producció a Bollywood. El seu objectiu era fer i dirigir la seva pel·lícula de Bollywood Reem The True Story per a mostrar al món l'estil de vida saudita del segle xxi i les dones saudites. Va ser molt apreciada per les ments saudites progressistes i va ser coneguda com la primera directora de cinema saudita de Bollywood.
Sovint els saudites debaten sobre com produir el canvi. Aquells que s'oposen als activistes com Wajeha al-Huwaider temen que un enfocament total o nul dels drets de les dones estimuli una reacció contra qualsevol canvi. La periodista Sabria Jawhar (صبريه جوهر) rebutja Huwaider com a exhibicionista:
| « | El problema amb alguns activistes saudites és que volen fer canvis a l'engròs que són contraris a l'islam, que requereix un mahram per a les dones que viatgen. Si un es pregunta per què un gran nombre de dones saudites no s'uneixen a al-Huwaider és perquè se'ls demana que desafiïn l'islam. La posició d'Al-Huwaider del tot o res menyscaba la seva credibilitat. | » |

Les represàlies contra l'activisme pels drets de les dones tenen algun precedent. Immediatament després de l'Operació Tempesta del Desert del 1991, les dones saudites van iniciar una campanya per obtenir més drets. Quaranta-set dones van conduir il·legalment per Riad, en protesta per la prohibició a les dones de conduir. Les activistes van presentar una petició al rei Fahd per sol·licitar «drets legals i socials bàsics». Posteriorment, una líder feminista va ser arrestada i torturada. Els fonamentalistes van exigir un càstig estricte a les dones que havien conduït en protesta i van denunciar els activistes com a «putes». La mutaween va aplicar el codi de vestimenta de manera més agressiva.

Els arguments a favor d'un canvi lent inclouen els de la professora d'història Hatoon al-Fassi (هتون أجواد الفاسي). Al-Fassi diu que les recents campanyes pels drets de les dones han obert un discurs públic sobre temes com el matrimoni infantil i la violació.
| « | És una exageració anomenar-lo moviment femení. Però estem orgullosos de dir que alguna cosa està ocorrent a l'Aràbia Saudita. No som realment lliures, però les dones poden expressar-se com mai ho havien fet. | » |

Ella diu que els occidentals no entenen la cultura saudita i el potencial que pot tenir un canvi traumàtic:
| « | La gent havia viscut tota la seva vida fent una cosa i creient una cosa, i de sobte el rei i els grans clergues diuen que el canvi és O.K. No pots començar a imaginar l'impacte que el canvi amb la prohibició té en les nostres vides i el que significaria aixecar aquesta prohibició. | » |

Entre els arguments a favor d'un canvi més ràpid i més activisme s'inclouen els de Sumayya Jabarti (سمية أنور جبرتي), redactora en cap d'Arab News. Jabarti diu que hi ha massa dones amb poder de decisió que són com «abelles reines», sense fer res per qüestionar l'statu quo.
| « | La gent diu que les coses estan canviant per a les dones perquè ho estan comparant amb abans, quan les coses estaven per sota del zero. La gent diu «canvi», però tot és relatiu i molt, molt limitat ... El canvi no ve, l'estem esperant... No crec que el camí estigui pavimentat. Crec que ho estem construint a través de la ruta que hem iniciat... La major part del temps estem caminant pel mateix lloc. | » |

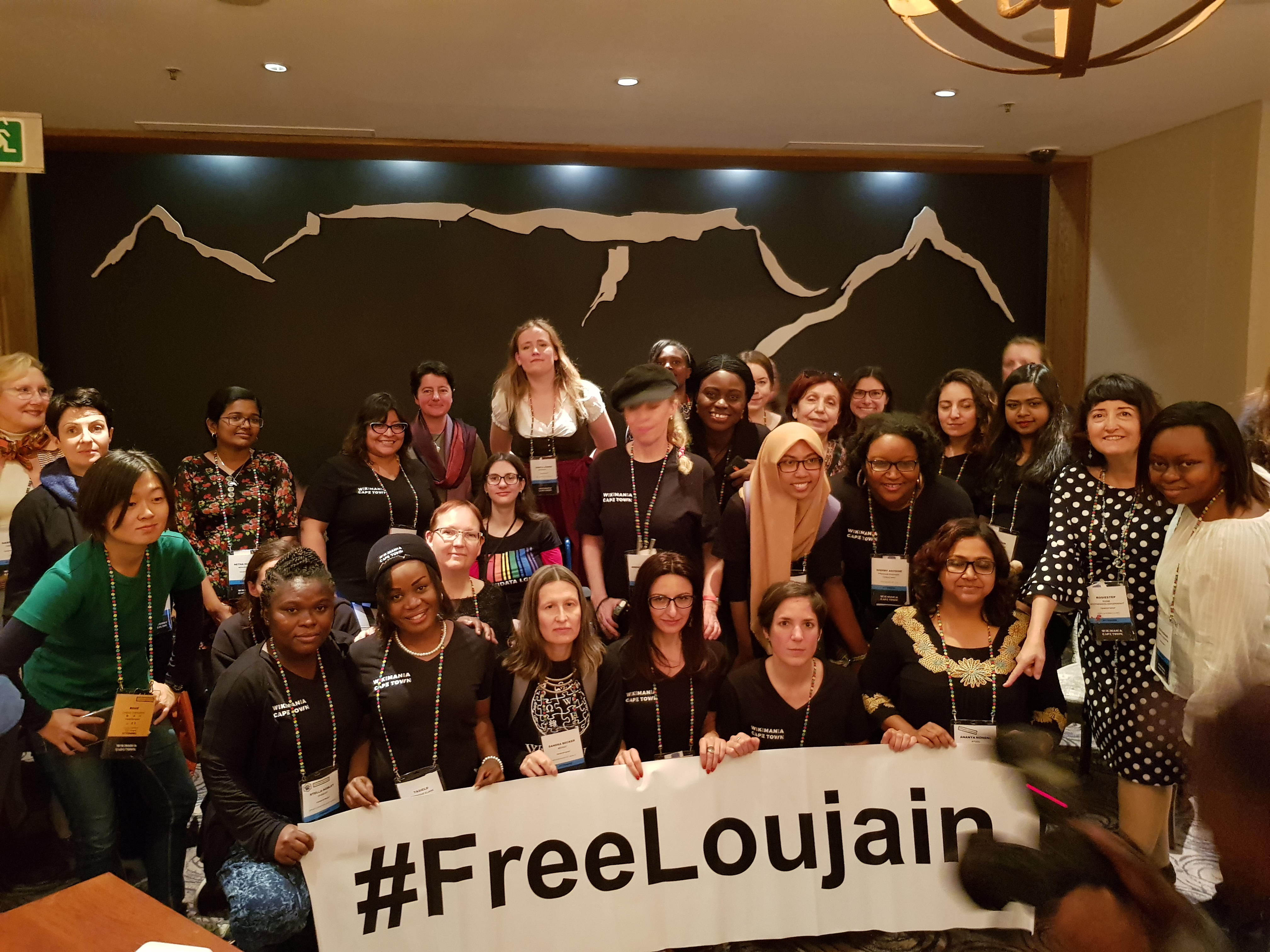
L'activista pels drets de les dones saudites Loujain al-Hathloul (لجين الهذلول) va ser arrestada el maig de 2018

El 2009-2010, moltes dones saudites es van oposar als llocs de treball mixts i a les dones que conduïen, i la majoria de les dones no creien que les dones haguessin de tenir càrrecs polítics. Moltes van adoptar el vel i el sistema de tutela masculina. Moltes saudites veien el seu país com «el més proper a una nació islàmica ideal i pura» i, per tant, la majoria dels que necessiten resistència als valors occidentals. El clergue conservador Mohsen al-Awajy diu que el país ha de resistir la secularització:
| « | La societat saudita és una societat tribal especial, i ni el rei Abdul·lah ni ningú més poden imposar la seva pròpia interpretació de l'islam. No poden fer res sense l'Islam. No hi ha Aràbia Saudita sense l'Islam. | » |

La princesa Lolowah bint Faisal Al Saud (لولوة الفيصل آل سعود) es descriu a si mateixa com un conservadora que defensa un canvi gradual i coherent amb l'Islam. Membre de l'família reial saudita, sosté que l'Islam veu els drets de les dones iguals però diferents, cosa que «junts se sumen a una societat segura que funciona». Argumenta la princesa Al-Faisal
| « | Els ultraconservadors i els ultraliberals volen el mateix, la destrucció del camí islàmic. Ho estem preservant... Hi ha problemes sobretot amb la manera d'interpretar la llei, sobretot en els tribunals, però aquests estan canviant. | » |

Segons la princesa Al-Faisal, les dones saudites estan millor que les dones occidentals d'alguna manera: «la seva propietat és inviolable i que els homes tenen el deure de tenir cura d'elles». També diu que la «manca de modèstia» a Occident és «dolenta per als nens». Tot i això, dona suport al sufragi femení a les eleccions municipals. Quan Thomas Friedman li va preguntar què faria si fos «reina per un dia», va respondre: «En primer lloc, deixaria conduir les dones».
Durant diverses dècades, les dones no-saudites van patir discriminació laboral perquè hi havia la creença popular que les organitzacions i les empreses no podien contractar dones no-saudites. Yasminah Elsaadany, una dona no-saudita que va ocupar diversos càrrecs directius en organitzacions multinacionals de la indústria farmacèutica durant el 2011-2014, es va posar en contacte amb el ministre de Treball saudita, Adel Fakeih, i els seus consultors durant el 2010-2013. Va argumentar que es tractava d'una discriminació i que seria de l'interès de la indústria saudita emprar dones no-saudites per suplir les mancances de personal. A finals de 2013, el Ministeri de Treball va anunciar que permetria a dones no-saudites treballar en serveis de salut, educació, confecció, guarderia, sales de casaments i de netejadores.
El 2013, el govern saudita va sancionar per primera vegada l'esport femení a les escoles privades. El 2016 es va permetre a quatre dones saudites participar en els Jocs Olímpics de Rio de Janeiro i la princesa Reema (ريما بنت بندر بن سلطان بن عبدالعزيز آل سعود) va ser nomenada per dirigir el nou departament de dones de l'autoritat esportiva.
Un reial decret aprovat el maig del 2017 va donar a les dones accés a serveis governamentals com l'educació i la sanitat sense la necessitat del consentiment d'un guardià. L'ordre també establia que només s'hauria de permetre si no contradiu el sistema de la xaria.
El 2017 es va prendre la decisió de permetre a les dones processar les seves transaccions governamentals sense la necessitat de rebre el consentiment previ de les seves parelles.
Al maig de 2018, l'activista Loujain al-Hathloul (لجين الهذلول) va ser arrestada per les autoritats saudites per haver aixecat la veu contra el sistema de tutela masculina del regne i el dret de les dones a conduir. Se l'ha mantingut aïllada, se li ha negat l'accés a atenció mèdica, assessorament legal o visites de familiars. Segons els informes, ha estat sotmesa a diverses formes de tortura, incloent fuetades, pallisses, electrocucions i assetjament sexual.

El gener de 2019, el ministeri de justícia saudita va aprovar una nova llei que no permetia als homes divorciar-se en secret de les seves dones sense informar-les. Amb la nova regulació, les dones rebrien un missatge de text del tribunal quan es divorciaren. El ministeri de justícia va dir:
| « | Les dones... seran avisades de qualsevol canvi del seu estat civil a través de missatge de text. Les dones del regne podran veure documents relacionats amb la finalització dels seus contractes matrimonials a través del lloc web del ministeri. | » |

El 2019, el nombre d'advocades va augmentar fins al 20%.

### Les noves tecnologies
La segregació de gènere ha generat un gran entusiasme per la tecnologia de comunicacions innovadora, especialment quan és anònima. Els saudites van ser els primers adoptants de la tecnologia Bluetooth, ja que els homes i les dones l'utilitzen per comunicar-se en secret.

Les dones saudites fan servir les els serveis de xarxes socials com una manera de compartir idees que no poden compartir públicament. Com va dir una dona:
| « | A l'Aràbia Saudita, vivim més una vida virtual que una vida real. Conec persones que estan involucrades en romanços en línia amb gent que mai han conegut en la vida real... I molts de nosaltres utilitzem Facebook per a altres coses, com parlar de drets humans i drets de les dones. Podem protestar a Facebook sobre l'empresonament d'un bloguer, que és una cosa que no podem fer als carrers. | » |

Una emissora de ràdio per Internet que promou els drets de les dones des de l'estranger va anunciar a través de Twitter que emetria setmanalment.

## Els punts de vista dels estrangers

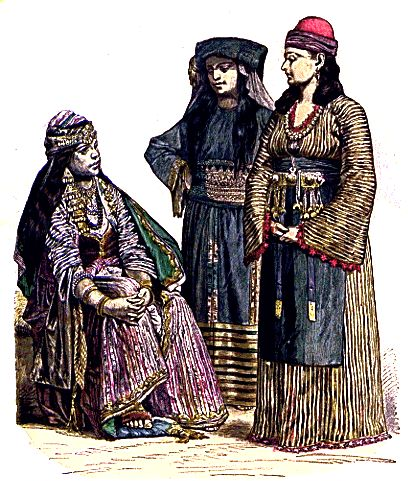
Tres dones musulmanes amb vestits del. La dona del mig és de La Meca, les altres dues són sirianes

Els crítics occidentals sovint comparen la situació de les dones saudites amb un sistema d'apartheid, similar al tractament de Sud-àfrica als no-blancs durant l'època de l'apartheid sud-africà. Com a prova, citen restriccions en els viatges, camps d'estudi, elecció de la professió, accés als tribunals i discurs polític. The New York Times escriu: «A les dones saudites se les nega molts dels mateixos drets que els negres i mestissos a l'apartheid Sud-àfrica i, tanmateix, el regne encara pertany a la mateixa comunitat internacional que va expulsar Pretòria del seu club».

Alguns comentaristes han argumentat que les polítiques de gènere saudites constitueixen un crim contra la humanitat i justifiquen la intervenció de la comunitat internacional. Criten que el govern dels Estats Units d'Amèrica divulga l'opressió d'enemics, com els talibans, tot i que els seus aliats, com l'Aràbia Saudita, tenen polítiques similars. Mary Kaldor considera que l'apartheid de gènere a l'Aràbia Saudita és similar a l'aplicat pels talibans a l'Afganistan. En canvi, el comentarista polític Daniel Pipes considera que l'apartheid de gènere saudita és temperat per altres pràctiques, com permetre que les dones assisteixin a l'escola i treballin. Els crítics també culpen les corporacions occidentals que cooperen per fer complir la segregació. Cadenes americanes com Starbucks i Pizza Hut mantenen àrees separades per menjar; les zones masculines solen ser de gran qualitat, mentre que les dones són degradades o no tenen seients. En una columna del 2001, l'editor del The Washington Post, Colbert I. King, va comentar:
| « | Igual que amb l'Aràbia Saudita, Sud-àfrica governada per blancs veia la crítica externa com una violació de la seva sobirania i la interferència amb els seus afers interns. I les empreses estatunidenques a Sud-àfrica, com amb els seus homòlegs saudites, van advocar que no tenien més opció que adaptar-se a la «cultura local». | » |

King es pregunta per què no hi ha res com els principis de Sullivan per a la discriminació basada en el gènere. La periodista Anne Applebaum sosté que les feministes estatunidenques fan els ulls grossos pel que fa a l'apartheid de gènere a l'Aràbia Saudita. Es pregunta per què líders dels drets civils estatunidencs, com Jesse Jackson, van participar activament en la protesta contra l'apartheid racial de Sud-àfrica, però les feministes estatunidenques poques vegades s'aventuren més enllà dels drets reproductius en discutir sobre la política internacional:
| « | Fins que això canviï, serà difícil organitzar una campanya, com la del moviment antiapartheid, per a imposar sancions o codis de conducta per a les persones que fan negocis allí. | » |

El relativisme cultural és l'arrel de la inacció activista, segons feministes com Azar Majedi, Pamela Bone i Maryam Namazie. Argumenten que l'islamisme polític és misògin, i el desig dels liberals occidentals de tolerar l'islam els cega a les violacions dels drets de les dones. Majedi i Namazie, nascudes a l'Iran, consideren racista el relativisme cultural:
| « | Parlant clar, segons aquest concepte, a causa del meu lloc de naixement, gaudeixo de menys drets en relació amb una dona nascuda a Suècia, Anglaterra o França. | » |

Pamela Bone argumenta que l'apatia feminista està recolzada per
| « | ...el trist relativisme cultural que impregna el pensament de molts dels que abans es descrivien d'esquerres. No som millors que ells. No hem d'imposar-los els nostres valors. Només podem criticar nosaltres mateixes. El problema d'aquesta mentalitat és que, amb totes les seves fallades, la cultura occidental és clarament, objectivament, millor. | » |

Bone argumenta que el relativisme cultural prové de la por que criticar l'Islam es consideri racista.
Ann Elizabeth Mayer, especialista estatunidenca en dret islàmic, veu l'apartheid de gènere recollit a la llei bàsica saudita (النظام الأساسي للحكم,):
Mayer sosté que els articles 9 i 10 deneguen a les dones «qualsevol oportunitat de participar en dret públic o govern».

El gener de 2019, parlamentaris i legisladors britànics van buscar l'accés a vuit activistes detingudes a l'Aràbia Saudita. La sol·licitud es va produir després d'un informe de l'Human Rights Watch que afirmava que les dones eren objecte d'abús, descàrregues elèctriques, pallisses, flagel·lacions i amenaces de violació. Crispin Blunt, membre conservador del Parlament del Regne Unit, va dir:
| « | Existeix una preocupació creïble que les condicions en les quals es deté a les activistes saudites de dones hagin caigut significativament per sota de les normes internacionals i de l'Aràbia Saudita. Fem aquesta petició a les autoritats saudites perquè puguem avaluar nosaltres mateixos les condicions en les quals han estat i estan sent detingudes avui les activistes saudites. Cap persona hauria de ser sotmesa a la mena de tractament que suposadament s'ha infligit a aquestes dones activistes mentre estan detingudes. Les implicacions de les activistes que són detingudes i torturades per exercir la seva llibertat d'expressió i dur a terme campanyes pacífiques són preocupants per a totes les persones que intenten exercir els seus drets humans a l'Aràbia Saudita. | » |

El 15 d'octubre de 2020, el grup defensor dels drets humans d'Amnistia Internacional amb seu al Regne Unit, va instar els participants a la cimera Women20 a reclamar a Riad la llibertat de les activistes pels drets de les dones empresonades. Segons Amnistia Internacional, els participants del W20 van tenir l'oportunitat i van compartir la responsabilitat de no només defensar les defensores dels drets de les dones saudites detingudes, sinó també promoure una significativa campanya pels drets humans.

## Dones saudites destacades

### Activistes
- Aisha al-Mana
- Alanoud Al-Fayez
- Aziza al-Yousef
- Eman al-Nafjan
- Hala Al-Dosari
- Hatoon al-Fassi
- Loujain al-Hathloul
- Madeha al-Ajroush
- Maha Al Muneef
- Manal al-Sharif
- Samar Badawi
- Wajeha al-Huwaider

### Actrius
- Ahd Kamel
- Dina Shihabi
- Fatima Al-Banawi
- Hind Mohammed
- Nagya Al Rabiea
- Nawal Mohammed
- Reem Abdullah

- Ahd Kamel
- Dina Shihabi
- Fatima Al-Banawi
- Hind Mohammed
- Nagya Al Rabiea
- Nawal Mohammed
- Reem Abdullah

### Artistes
- Dana Awartani
- Fatima Abou Gahas
- Hana Hajjar
- Hend al-Mansour
- Huda Totonji
- Lulwah Al-Homoud
- Manal Al Dowayan
- Nadia Bakhurji
- Noha Al-Sharif
- Ola Hejazi
- Safeya Binzagr
- Sarah Mohanna Al Abdali
- Shadia Alem
- Shalimar Sharbatly
- Zahrah Al Ghamdi

### Cantants
- Aseel Omran
- Aziza Jalal
- Etab
- Ibtisam Lutfi
- Waed

### Científiques
- Adah Almutairi
- Ibtesam Badhrees
- Rabab Fetieh
- Madawi al-Rasheed
- Mai Yamani
- Nabilah al-Tunisi
- Nadia Bakhurji
- Samira Islam
- Suhad Bahajri
- Yasmin Altwaijri

### Directores de cinema
- Gigi Hozimah
- Haifaa al-Mansour
- Maha Al-Saati
- Nagya Al Rabiea

### Empresàries
- Afnan Al-Shuaiby
- Ameera al-Taweel
- Asya Alashaikh
- Basmah bint Saud Al Saud
- Deena Aljuhani Abdulaziz
- Fatin Youssef Bundagji
- Lubna Olayan
- Madawi bint Abdulaziz
- Nabilah al-Tunisi
- Nahed Taher
- Noura bint Faisal Al Saud
- Noura bint Mohammed Al Saud
- Sarah Al-Suhaimi
- Sora bint Saud Al Saud

### Escriptores
- Bahiya Bubsit
- Deena Aljuhani Abdulaziz
- Fatimah Baeshen
- Fawziyya Abu Khalid
- Hissa Hilal
- Laila al-Ouhaydib
- Madawi al-Rasheed
- Mai Yamani
- Mona Al Munajjed
- Raja'a Alem
- Rajaa al-Sanea
- Samira Khashoggi
- Thuraya Qabil
- Umaima al-Khamis

### Esportistes
- Dalma Malhas
- Joud Fahmy
- Kariman Abuljadayel
- Lubna Al-Omair
- Sarah Attar
- Wojdan Shaherkani

### Feministes
- Aisha al-Mana
- Aziza al-Yousef
- Dina Ali Lasloom
- Eman al-Nafjan
- Hissa Hilal
- Loujain al-Hathloul
- Madeha al-Ajroush
- Manal al-Sharif
- Souad Al-Shammari
- Wajeha al-Huwaider

### Metgesses
- Hend al-Mansour
- Khawla Al Khuraya
- Maha Al Muneef
- Mariam Fardous
- Naila Faran
- Samar Alsaggaf
- Samia al-Amoudi
- Selwa Al-Hazzaa

### Periodistes
- Deena Aljuhani Abdulaziz
- Faiza Ambah
- Hissa Hilal
- Reem bin Mohammed Al Saud
- Sabria Jawhar
- Sumayya Jabarti
- Weam Al Dakheel

### Polítiques
- Al Jawhara bint Fahd Al Saud
- Eman Al-Ghamidi
- Ensaf Haidar
- Hayat Sindi
- Moudi bint Khalid Al Saud
- Nawal al-Hawsawi
- Sara bint Faisal Al Saud

### Princeses
- Abeer bint Abdullah Al Saud
- Adila bint Abdullah Al Saud
- Al Bandari bint Abdulaziz
- Al Jawhara bint Abdulaziz
- Al Jawhara bint Fahd Al Saud
- Al Jawhara bint Musaed Al Jiluwi
- Alanoud Al-Fayez
- Basmah bint Saud Al Saud
- Deena Aljuhani Abdulaziz
- Fahda bint Asi Al Shuraim
- Fahda bint Saud Al Saud
- Haifa bint Faisal Al Saud
- Hassa bint Salman Al Saud
- Haya bint Abdulaziz Al Saud
- Hessa bint Trad Al Shaalan
- Hussa bint Ahmed Al Sudairi
- Iffat Al-Thunayan
- Latifa bint Abdulaziz
- Lolowah bint Faisal Al Saud
- Luluwah bint Abdulaziz Al Saud
- Madawi bint Abdulaziz
- Maha bint Mohammed Al Sudairi
- Mishaal bint Fahd bin Mohammed Al Saud
- Moudi bint Khalid Al Saud
- Noura bint Abdul Rahman Al Saud
- Noura bint Faisal Al Saud
- Noura bint Mohammed Al Saud
- Reem bin Mohammed Al Saud
- Reema bint Bandar Al Saud
- Sara bint Abdulaziz
- Sara bint Faisal Al Saud
- Sara bint Talal bin Abdulaziz Al Saud
- Seeta bint Abdulaziz
- Seeta bint Fahd Al Damir
- Sora bint Saud Al Saud
- Tarfa bint Abdullah Al Sheikh

### Varis
- Afnan Al-Shuaiby (diplomàtica)
- Arwa Al-Hujaili (advocada)
- Bayan Mahmoud Al-Zahran (advocada)
- Reema bint Bandar Al Saud (diplomàtica)
- Sofana R. Dahlan (advocada)
- Taleedah Tamer (model)